# Moncorneil-Grazan
Moncorneil-Grazan (Montcornelh e Grasan en gascon) est une commune française située dans le sud du département du Gers en région Occitanie. Sur le plan historique et culturel, la commune est dans le pays d'Astarac, un territoire du sud gersois très vallonné, au sol argileux, qui longe le plateau de Lannemezan.
Exposée à un climat océanique altéré, elle est drainée par l'Arrats et par divers autres petits cours d'eau. La commune possède un patrimoine naturel remarquable composé de trois zones naturelles d'intérêt écologique, faunistique et floristique.
Moncorneil-Grazan est une commune rurale qui compte 147 habitants en 2022, après avoir connu un pic de population de 325 habitants en 1846.  Elle fait partie de l'aire d'attraction d'Auch. Ses habitants sont appelés les Moncorneillais ou  Moncorneillaises.
Les habitants s'appellent les Moncorneillais et les Moncorneillaises.

## Géographie

### Localisation
Moncorneil-Grazan est une commune gasconne, située dans l'Astarac. Elle est limitrophe au nord de Tachoires, au nord-ouest de Pouy-Loubrin, à l'ouest et au sud de Bellegarde, et à l'est de Betcave-Aguin.

### Communes limitrophes
Les communes limitrophes sont  Bellegarde, Betcave-Aguin, Pouy-Loubrin et Tachoires.
| Pouy-Loubrin         | Tachoires         |               |
|                      | Moncorneil-Grazan | Betcave-Aguin |
| Bellegarde           |                   |               |
| Enclave : Bellegarde |                   |               |

Son territoire est constitué de trois anciennes communes : Moncorneil-Devant (à l'est), Moncorneil-Derrière (à l'ouest) et Grazan (au nord). La partie sud de son territoire comporte une enclave de la commune de Bellegarde.

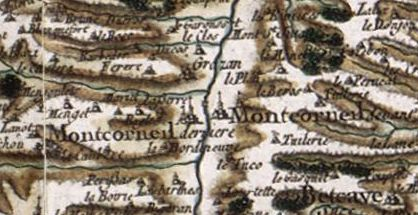
Moncorneil-Grazan sur la carte de Cassini de 1770.

### Géologie et relief
Moncorneil-Grazan se situe en zone de sismicité 2 (sismicité faible).

### Hydrographie
La commune est dans le bassin de la Garonne, au sein du bassin hydrographique Adour-Garonne. Elle est drainée par l'Arrats et le ruisseau de Mirando et par divers petits cours d'eau, qui constituent un réseau hydrographique de 11 km de longueur totale,.
L'Arrats, d'une longueur totale de 162,1 km, prend sa source dans la commune de Lannemezan et s'écoule vers le nord. Il traverse la commune et se jette dans la Garonne à Saint-Loup, après avoir traversé 66 communes.

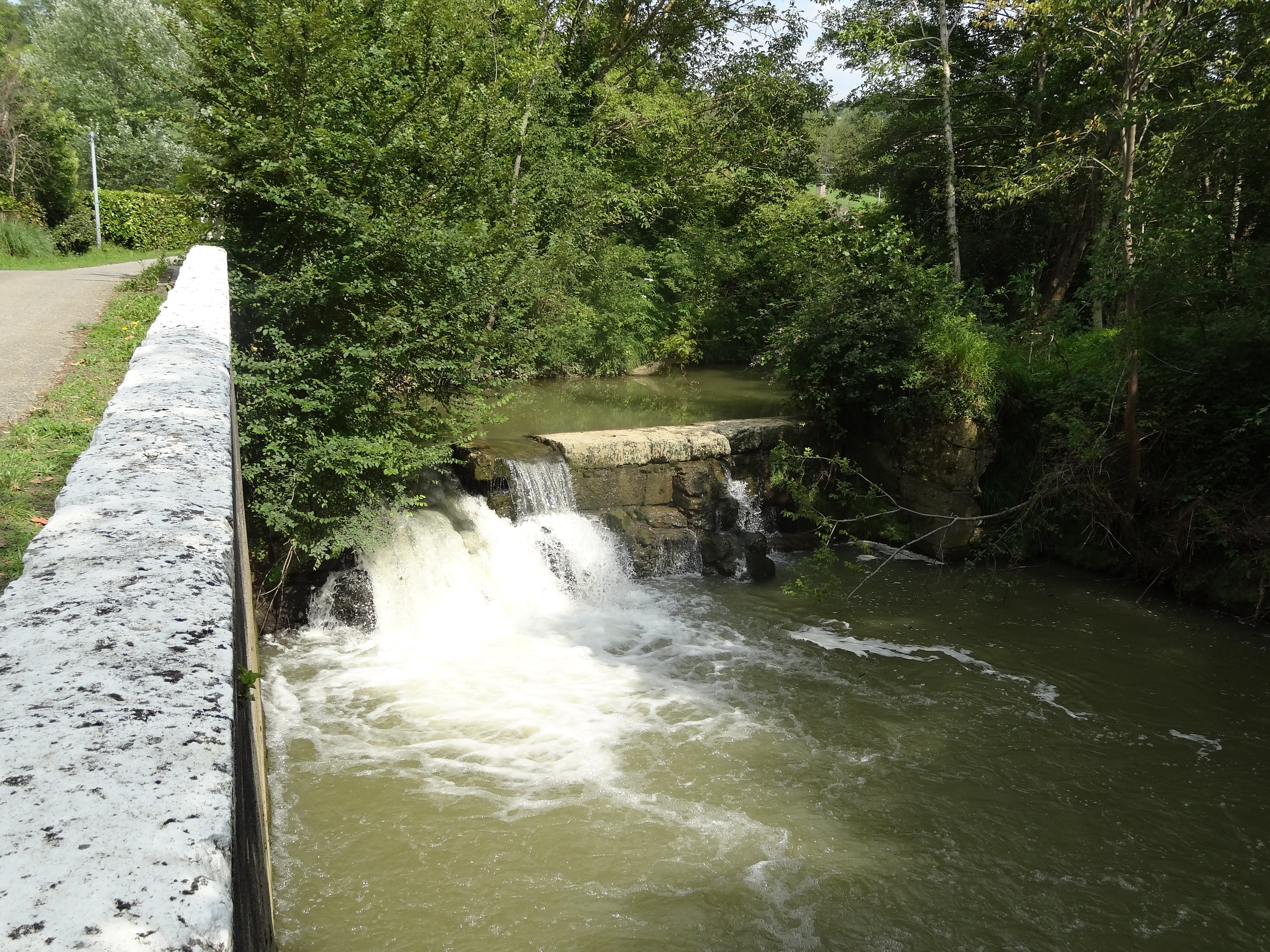
L'Arrats à l'est du village, au niveau du barrage lié au moulin de Moncorneil.
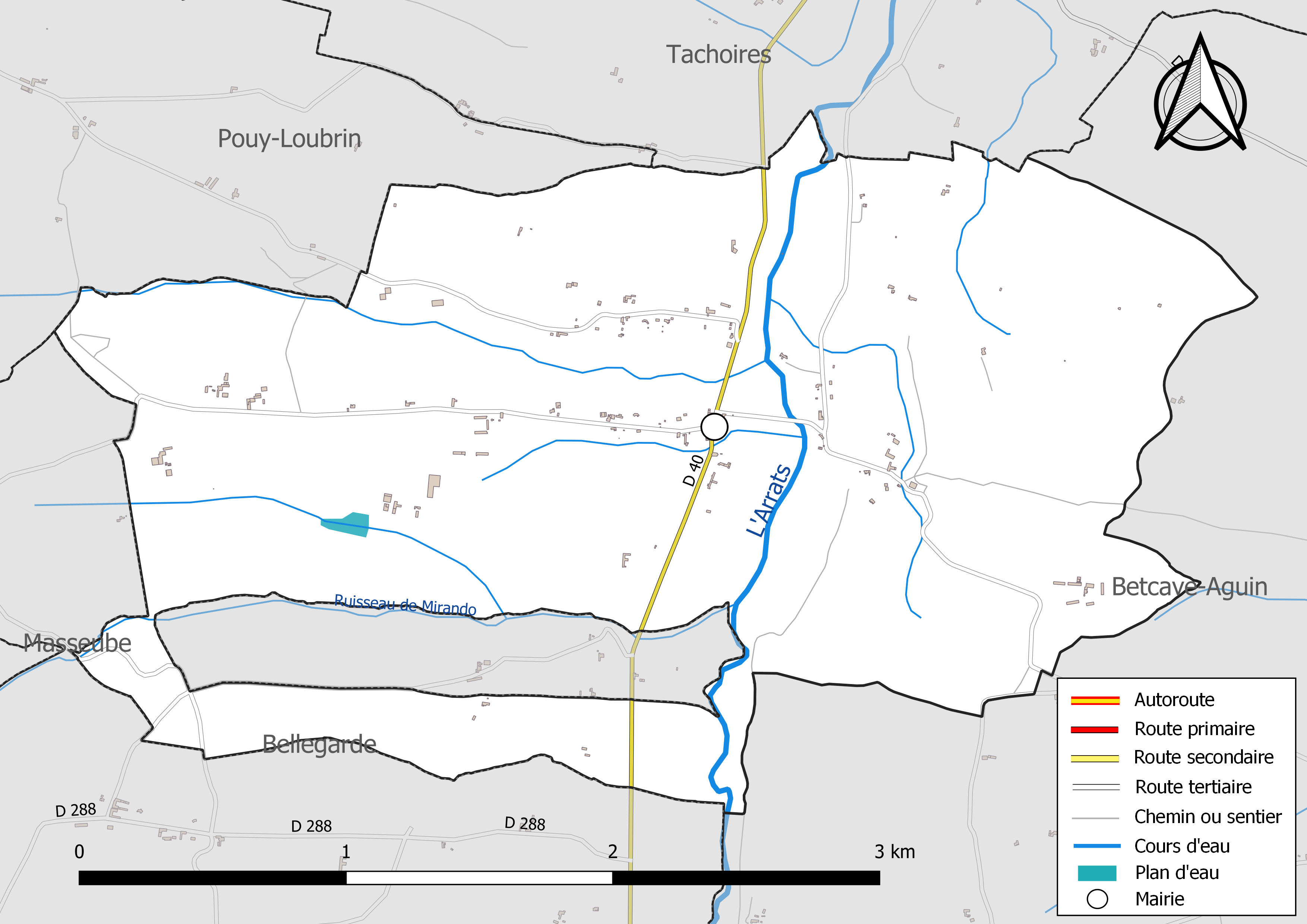
Réseaux hydrographique et routier de Moncorneil-Grazan.

### Climat
Pour des articles plus généraux, voir Climat de l'Occitanie et Climat du Gers.
En 2010, le climat de la commune est de type climat océanique altéré, selon une étude s'appuyant sur une série de données couvrant la période 1971-2000. En 2020, Météo-France publie une typologie des climats de la France métropolitaine dans laquelle la commune est toujours exposée à un climat océanique altéré et est dans la région climatique Aquitaine, Gascogne, caractérisée par une pluviométrie abondante au printemps, modérée en automne, un faible ensoleillement au printemps, un été chaud (19,5 °C), des vents faibles, des brouillards fréquents en automne et en hiver et des orages fréquents en été (15 à 20 jours).
Pour la période 1971-2000, la température annuelle moyenne est de 12,6 °C, avec une amplitude thermique annuelle de 15,1 °C. Le cumul annuel moyen de précipitations est de 787 mm, avec 10,1 jours de précipitations en janvier et 6,3 jours en juillet. Pour la période 1991-2020, la température moyenne annuelle observée sur la station météorologique la plus proche, située sur la commune de Mirande à 21 km à vol d'oiseau, est de 13,6 °C et le cumul annuel moyen de précipitations est de 818,5 mm,. Pour l'avenir, les paramètres climatiques de la commune estimés pour 2050 selon différents scénarios d'émission de gaz à effet de serre sont consultables sur un site dédié publié par Météo-France en novembre 2022.

### Milieux naturels et biodiversité
L’inventaire des zones naturelles d'intérêt écologique, faunistique et floristique (ZNIEFF) a pour objectif de réaliser une couverture des zones les plus intéressantes sur le plan écologique, essentiellement dans la perspective d’améliorer la connaissance du patrimoine naturel national et de fournir aux différents décideurs un outil d’aide à la prise en compte de l’environnement dans l’aménagement du territoire.
Deux ZNIEFF de type 1 sont recensées sur la commune :
le « bois d'Aguin » (155 ha), couvrant 2 communes du département, et 
les « coteaux de l'Arrats » (1 054 ha), couvrant 5 communes du département
et une ZNIEFF de type 2, : 
les « coteaux de la Lauze et de l'Arrats » (5 264 ha), couvrant 18 communes du département.

Carte des ZNIEFF de type 1 et 2 à Moncorneil-Grazan.
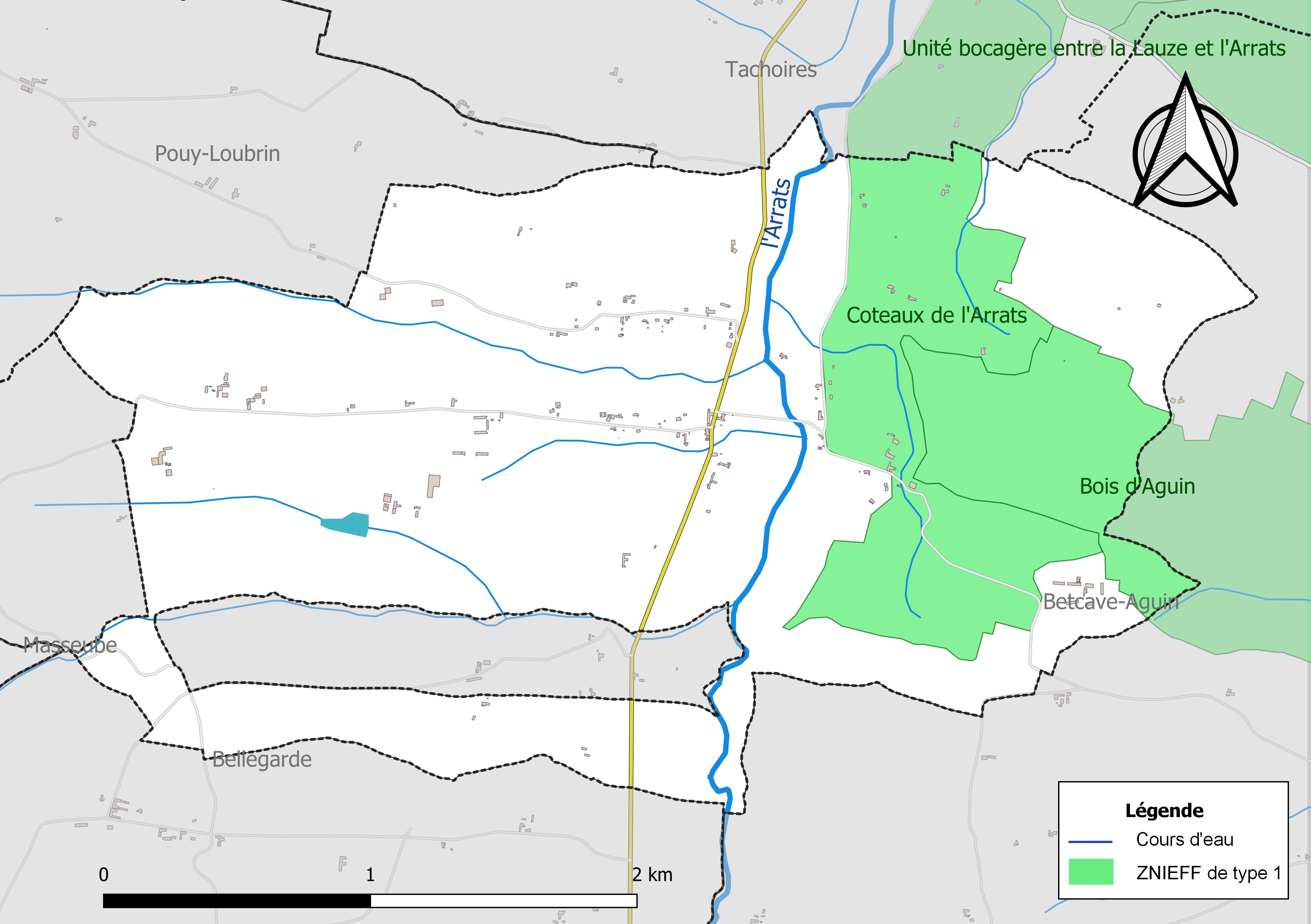
Carte des ZNIEFF de type 1 sur la commune.
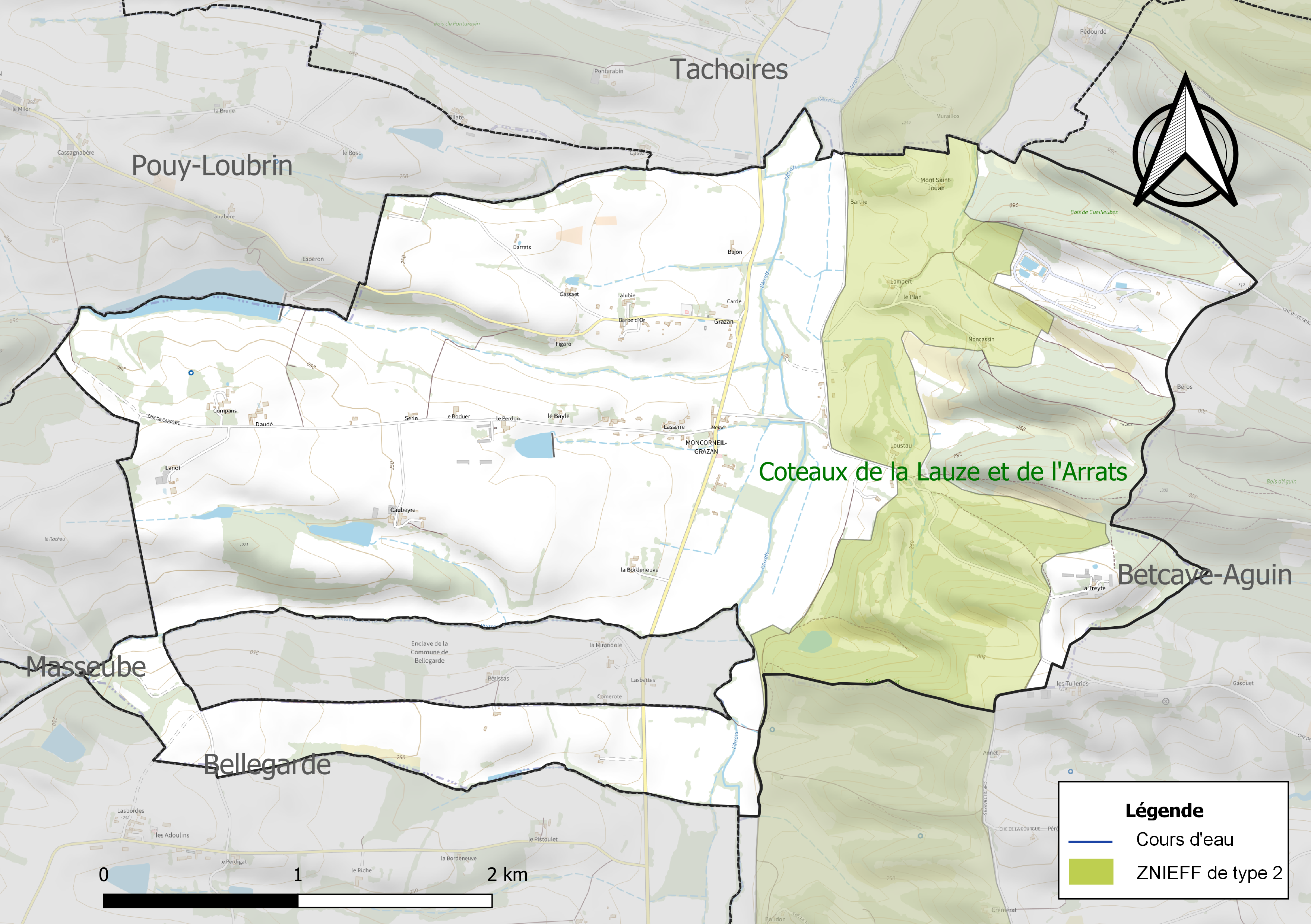
Carte de la ZNIEFF de type 2 sur la commune.

## Urbanisme

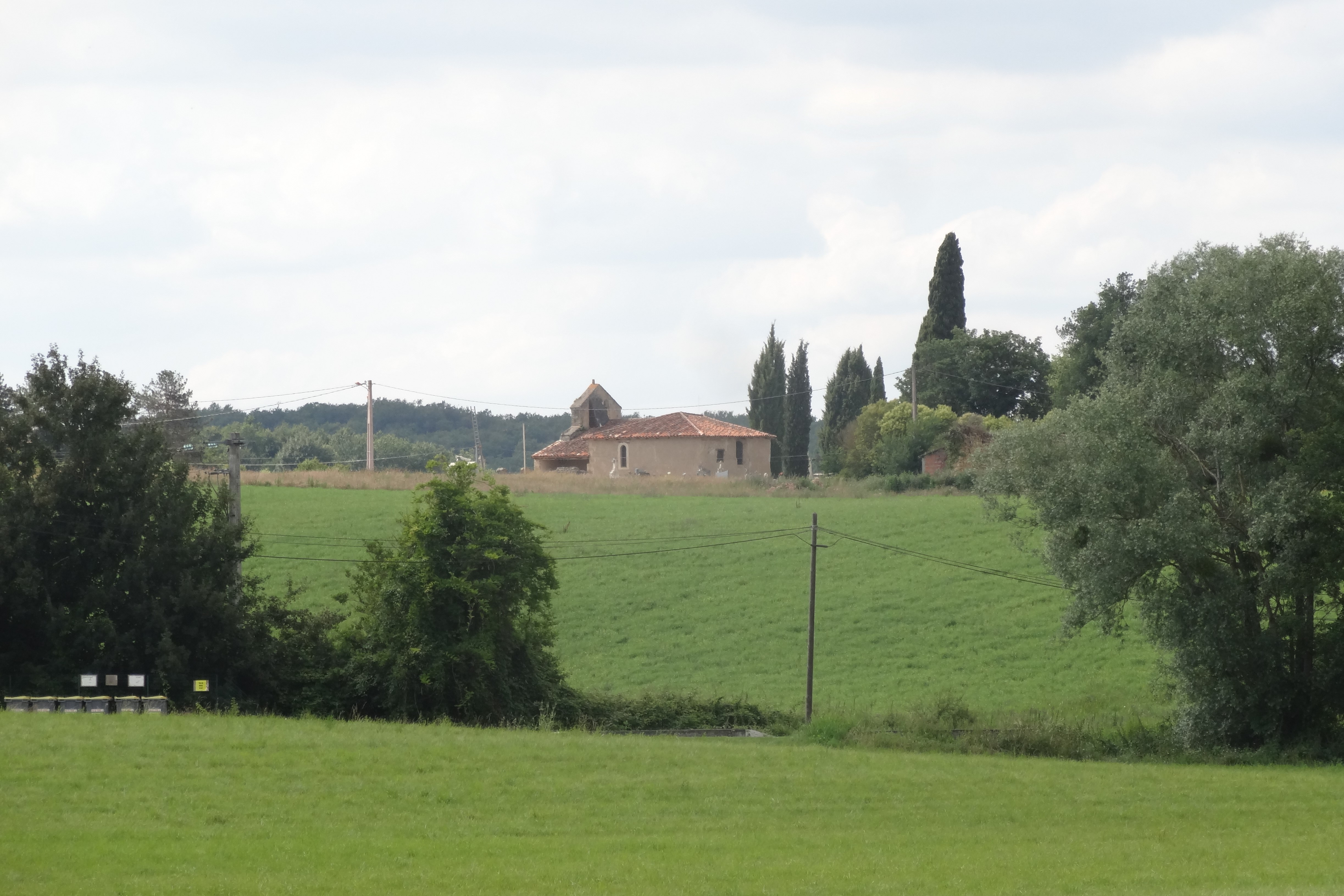
La chapelle Saint-Sabin de Grazan vue depuis Moncorneil. La commune s'inscrit dans un cadre rural.

### Typologie
Au 1er janvier 2024, Moncorneil-Grazan est catégorisée commune rurale à habitat très dispersé, selon la nouvelle grille communale de densité à sept niveaux définie par l'Insee en 2022.
Elle est située hors unité urbaine. Par ailleurs la commune fait partie de l'aire d'attraction d'Auch, dont elle est une commune de la couronne,. Cette aire, qui regroupe 112 communes, est catégorisée dans les aires de 50 000 à moins de 200 000 habitants,.

### Occupation des sols
L'occupation des sols de la commune, telle qu'elle ressort de la base de données européenne d’occupation biophysique des sols Corine Land Cover (CLC), est marquée par l'importance des territoires agricoles (80,8 % en 2018), une proportion sensiblement équivalente à celle de 1990 (80,7 %). La répartition détaillée en 2018 est la suivante : 
terres arables (58,3 %), forêts (13,1 %), zones agricoles hétérogènes (12,7 %), prairies (9,8 %), milieux à végétation arbustive et/ou herbacée (6 %). L'évolution de l’occupation des sols de la commune et de ses infrastructures peut être observée sur les différentes représentations cartographiques du territoire : la carte de Cassini (XVIIIe siècle), la carte d'état-major (1820-1866) et les cartes ou photos aériennes de l'IGN pour la période actuelle (1950 à aujourd'hui).

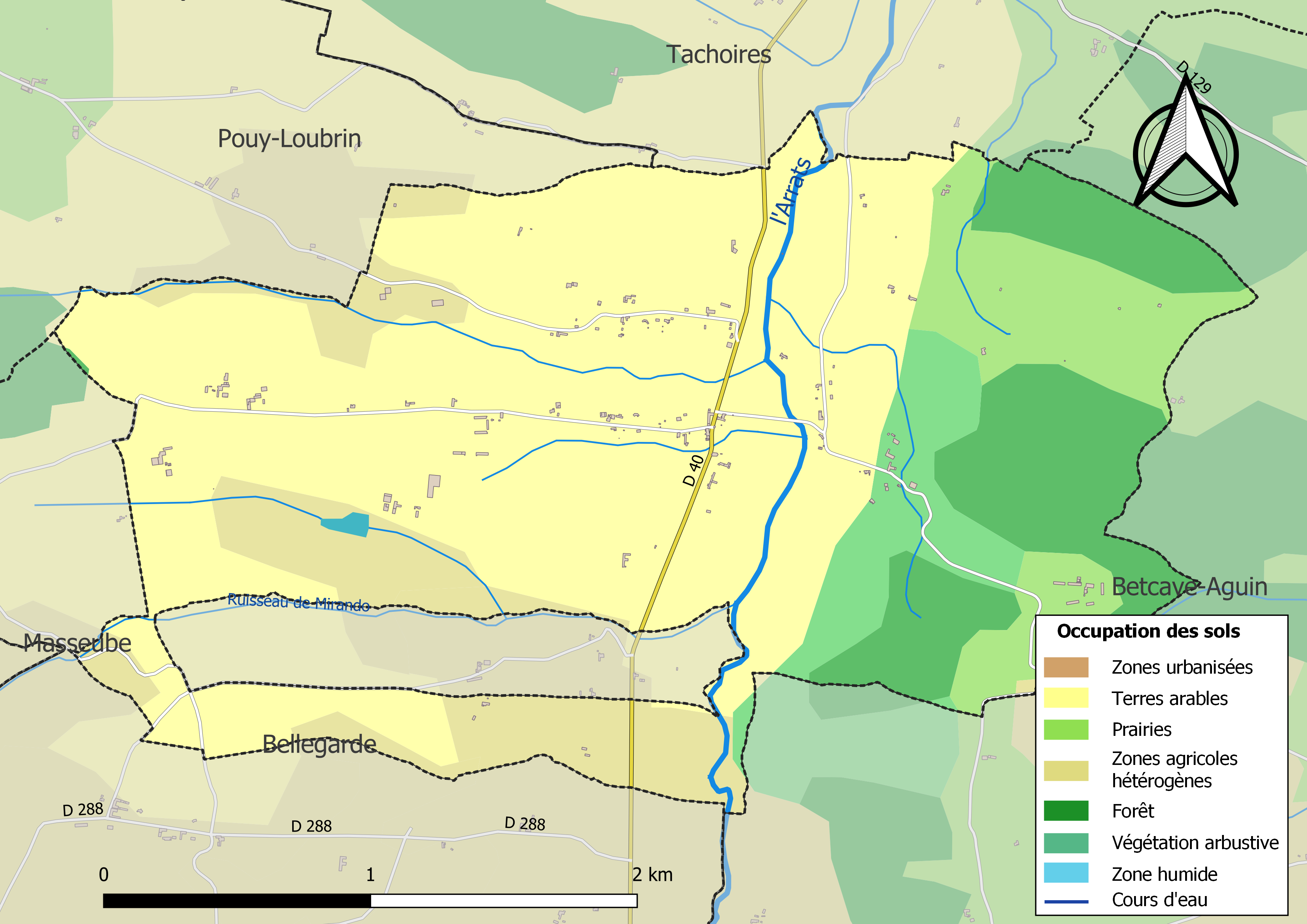
Carte des infrastructures et de l'occupation des sols de la commune en 2018 (CLC).

### Voies de communication et transports

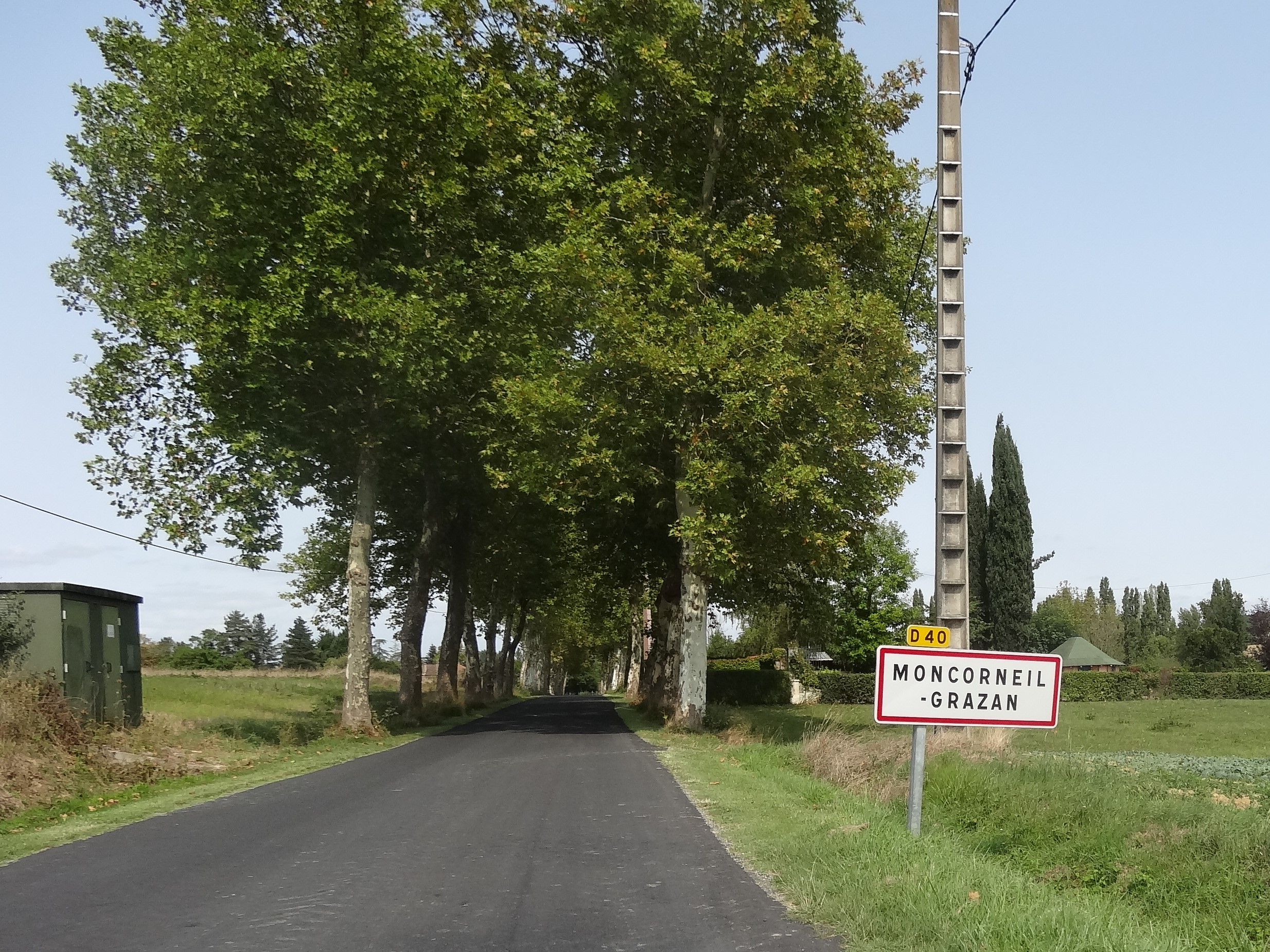
Entrée sud du village sur la D40.

Moncorneil-Grazan est traversée par la route départementale D40 reliant Aubiet à Mont-d'Astarac.

### Risques majeurs
Le territoire de la commune de Moncorneil-Grazan est vulnérable à différents aléas naturels : météorologiques (tempête, orage, neige, grand froid, canicule ou sécheresse) et séisme (sismicité faible). Un site publié par le BRGM permet d'évaluer simplement et rapidement les risques d'un bien localisé soit par son adresse soit par le numéro de sa parcelle.

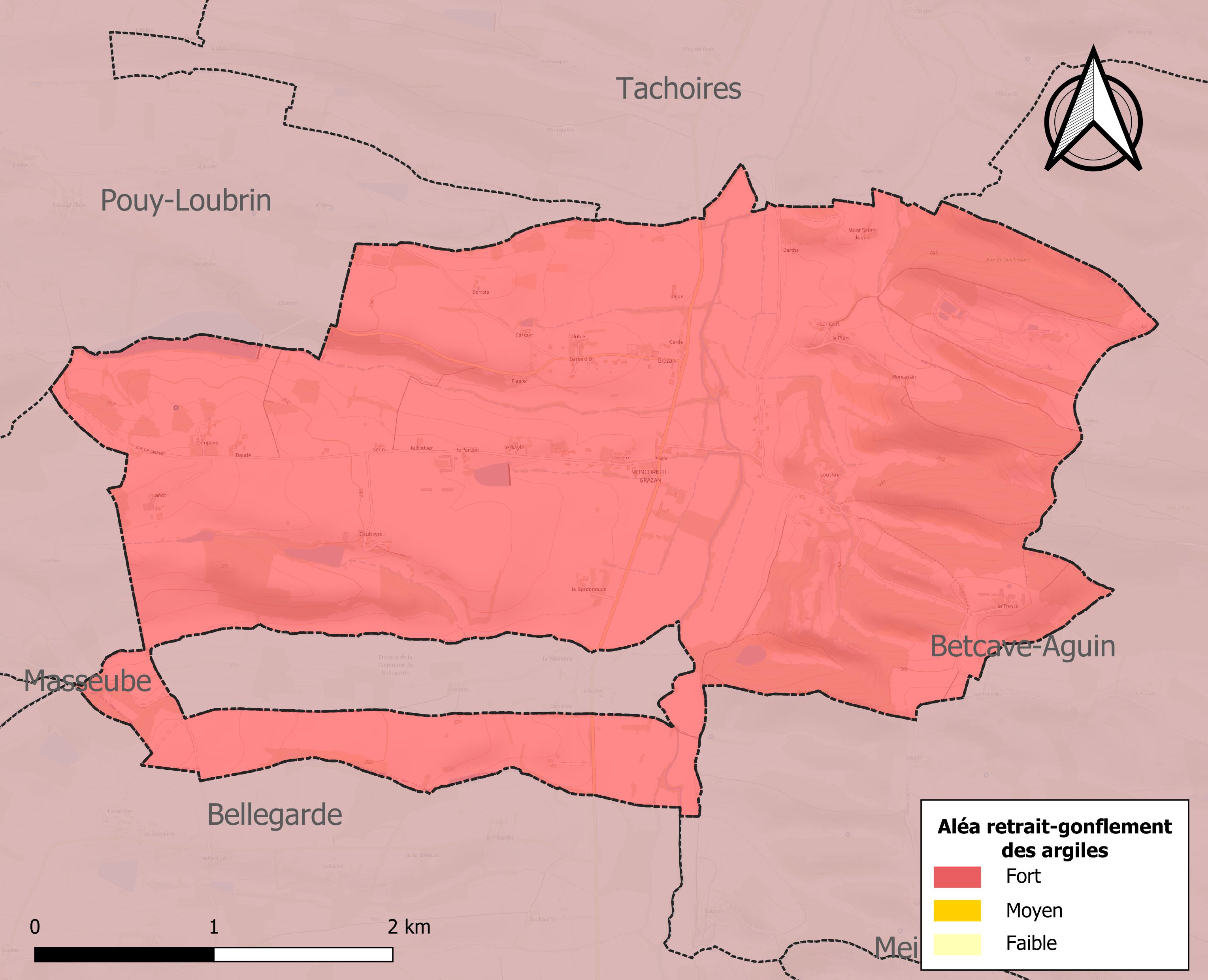
Carte des zones d'aléa retrait-gonflement des sols argileux de Moncorneil-Grazan.

Le retrait-gonflement des sols argileux est susceptible d'engendrer des dommages importants aux bâtiments en cas d’alternance de périodes de sécheresse et de pluie. La totalité de la commune est en aléa moyen ou fort (94,5 % au niveau départemental et 48,5 % au niveau national). Sur les 74 bâtiments dénombrés sur la commune en 2019, 74 sont en aléa moyen ou fort, soit 100 %, à comparer aux 93 % au niveau départemental et 54 % au niveau national. Une cartographie de l'exposition du territoire national au retrait gonflement des sols argileux est disponible sur le site du BRGM,.
Par ailleurs, afin de mieux appréhender le risque d’affaissement de terrain, l'inventaire national des cavités souterraines permet de localiser celles situées sur la commune.
La commune a été reconnue en état de catastrophe naturelle au titre des dommages causés par les inondations et coulées de boue survenues en 1999, 2000, 2002 et 2009. Concernant les mouvements de terrains, la commune a été reconnue en état de catastrophe naturelle au titre des dommages causés par la sécheresse en 1989, 1991 et 1993 et par des mouvements de terrain en 1999.

## Toponymie
Le nom de Montcorneil est composé de Mont suivi de Corneil. L'ensemble pourrait désigner une "hauteur en forme de corne".
Grazan vient du latin Gratianium, nom d'un domaine gallo-romain appartenant à un certain Gratius et situé à l'emplacement actuel de la commune.

## Histoire
En 1821, un édit royal a entériné le regroupement de Moncorneil-Derrière, Moncorneil-Devant et de Grazan et la commune a pris alors le nom de Moncorneil-Grazan. Moncorneil-Derrière, la plus grande entité, est devenu le chef-lieu de la commune.

## Politique et administration

### Liste des maires

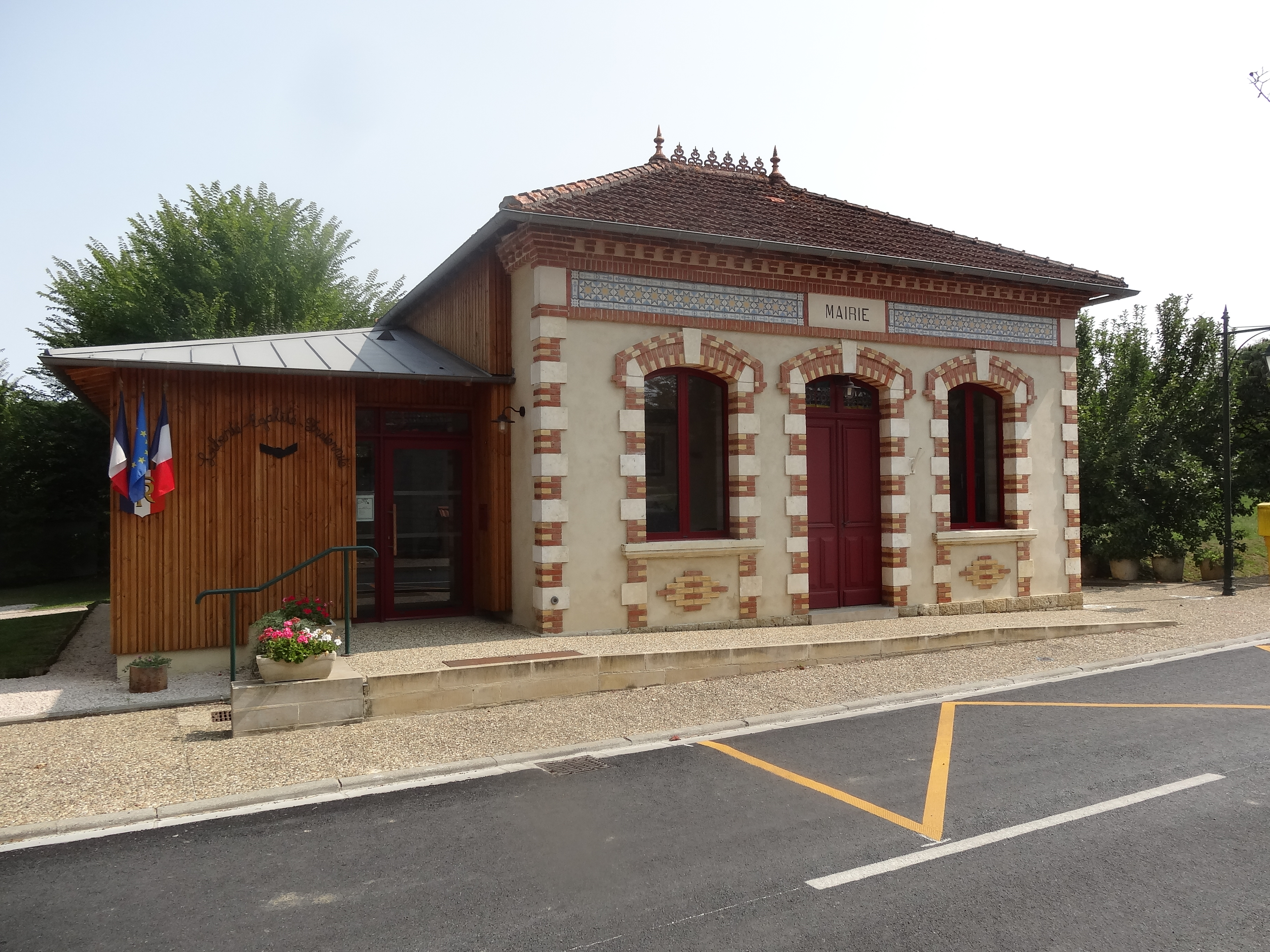
La mairie.

Grazan
Moncorneil-Derrière
Moncorneil-Devant
Moncorneil-Grazan

## Population et société

### Démographie
| 1793 | 1800 | 1806 | 1821 | 1831 | 1841 | 1846 | 1851 | 1856 |
| ---- | ---- | ---- | ---- | ---- | ---- | ---- | ---- | ---- |
| 86   | 96   | 95   | 110  | 312  | 317  | 325  | 319  | 303  |

| 1861 | 1866 | 1872 | 1876 | 1881 | 1886 | 1891 | 1896 | 1901 |
| ---- | ---- | ---- | ---- | ---- | ---- | ---- | ---- | ---- |
| 280  | 293  | 270  | 264  | 251  | 242  | 241  | 224  | 218  |

| 1906 | 1911 | 1921 | 1926 | 1931 | 1936 | 1946 | 1954 | 1962 |
| ---- | ---- | ---- | ---- | ---- | ---- | ---- | ---- | ---- |
| 202  | 184  | 155  | 148  | 150  | 159  | 158  | 145  | 143  |

| 1968 | 1975 | 1982 | 1990 | 1999 | 2006 | 2008 | 2013 | 2018 |
| ---- | ---- | ---- | ---- | ---- | ---- | ---- | ---- | ---- |
| 129  | 101  | 109  | 97   | 104  | 125  | 131  | 158  | 147  |

| 2022 | - | - | - | - | - | - | - | - |
| ---- | - | - | - | - | - | - | - | - |
| 147  | - | - | - | - | - | - | - | - |

### Manifestations culturelles et festivités

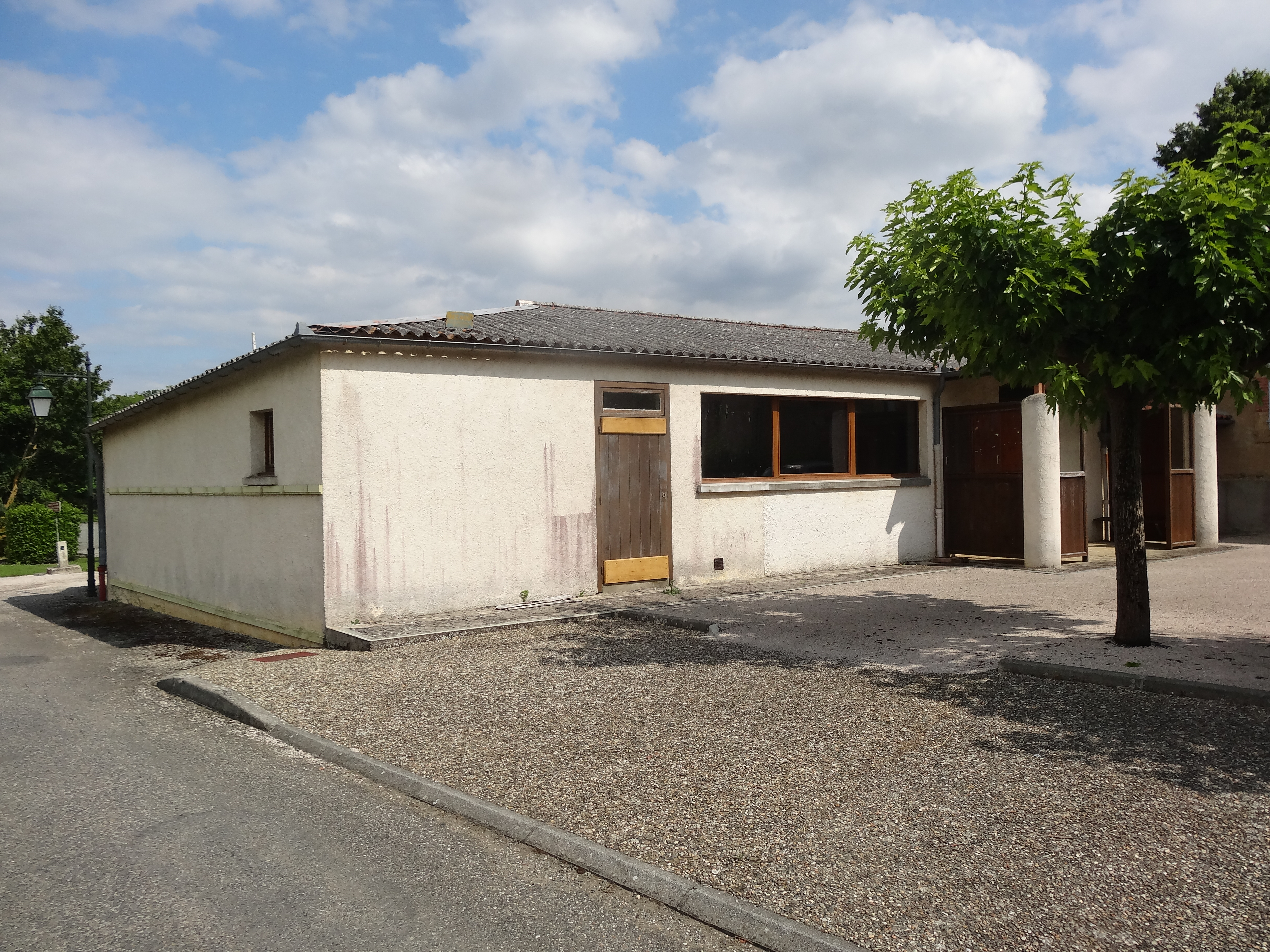
La salle des fêtes en 2020.

- Fête patronale : 24 juin[27].

### Enseignement
L'école mixte, créée en 1838, a fonctionné jusqu'en 1966.
Actuellement les élèves de l'école primaire sont scolarisés majoritairement à Seissan et Masseube.

### Sports

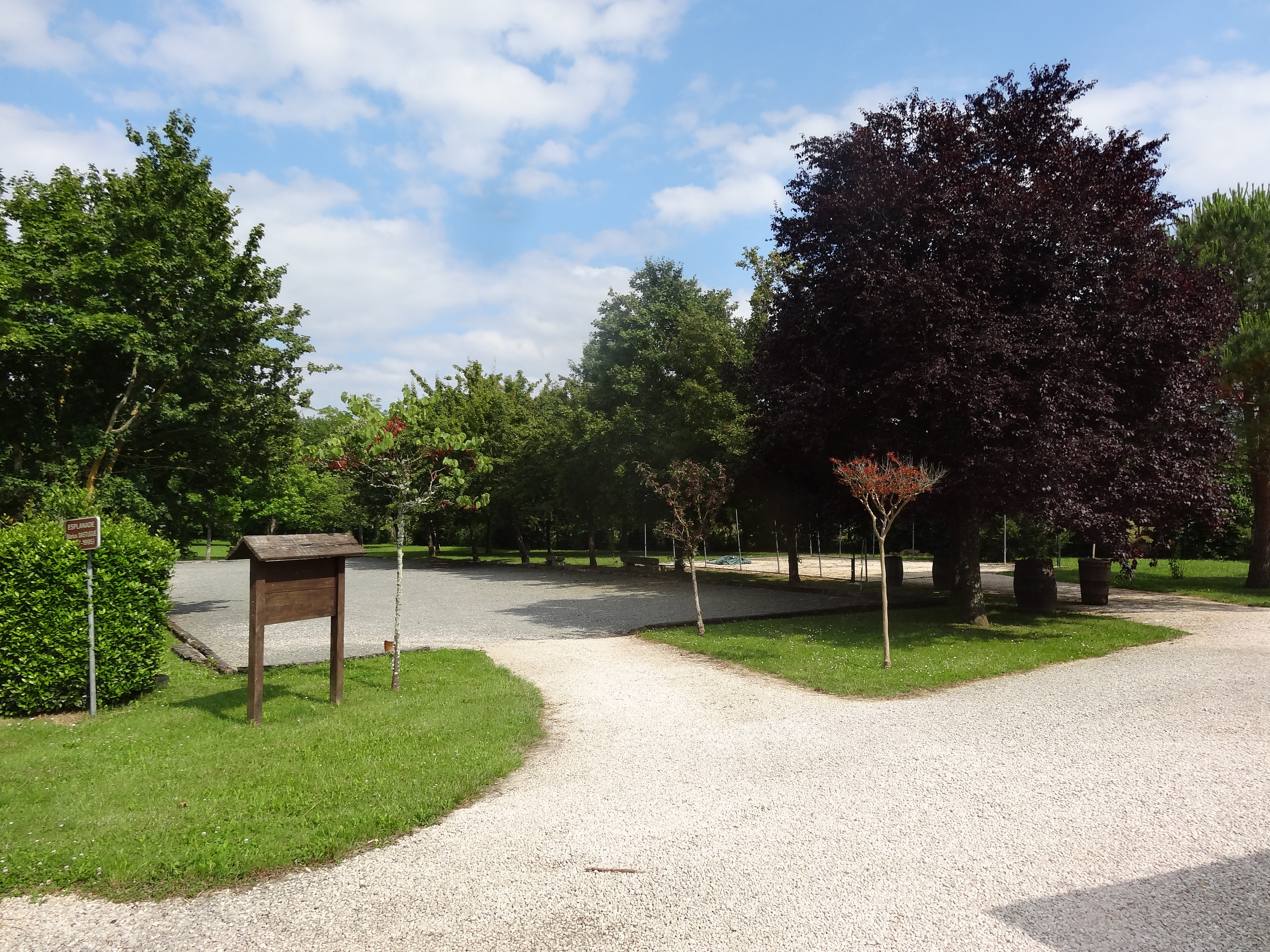
Boulodrome sur l'esplanade Marius Dastugue.

## Économie

### Emploi
|                | 2008  | 2013  | 2018  |
| -------------- | ----- | ----- | ----- |
| Commune        | 1,2 % | 7,4 % | 2,4 % |
| Département    | 6,1 % | 7,5 % | 8,2 % |
| France entière | 8,3 % | 10 %  | 10 %  |

En 2018, la population âgée de 15 à 64 ans s'élève à 82 personnes, parmi lesquelles on compte 69,5 % d'actifs (67,1 % ayant un emploi et 2,4 % de chômeurs) et 30,5 % d'inactifs,. Depuis 2008, le taux de chômage communal (au sens du recensement) des 15-64 ans est inférieur à celui de la France et du département.
La commune fait partie de la couronne de l'aire d'attraction d'Auch, du fait qu'au moins 15 % des actifs travaillent dans le pôle,. Elle compte 10 emplois en 2018, contre 15 en 2013 et 21 en 2008. Le nombre d'actifs ayant un emploi résidant dans la commune est de 58, soit un indicateur de concentration d'emploi de 17,2 % et un taux d'activité parmi les 15 ans ou plus de 46,6 %.
Sur ces 58 actifs de 15 ans ou plus ayant un emploi, 10 travaillent dans la commune, soit 17 % des habitants. Pour se rendre au travail, 82,8 % des habitants utilisent un véhicule personnel ou de fonction à quatre roues, 5,2 % les transports en commun et 12,1 % n'ont pas besoin de transport (travail au domicile).

### Activités hors agriculture
7 établissements sont implantés  à Moncorneil-Grazan au 31 décembre 2019.
Le secteur des activités spécialisées, scientifiques et techniques et des activités de services administratifs et de soutien est prépondérant sur la commune puisqu'il représente 42,9 % du nombre total d'établissements de la commune (3 sur les 7 entreprises implantées  à Moncorneil-Grazan), contre 14,4 % au niveau départemental.

### Agriculture
|               | 1988 | 2000 | 2010 | 2020 |
| ------------- | ---- | ---- | ---- | ---- |
| Exploitations | 13   | 10   | 8    | 8    |
| SAU (ha)      | 491  | 520  | 482  | 399  |

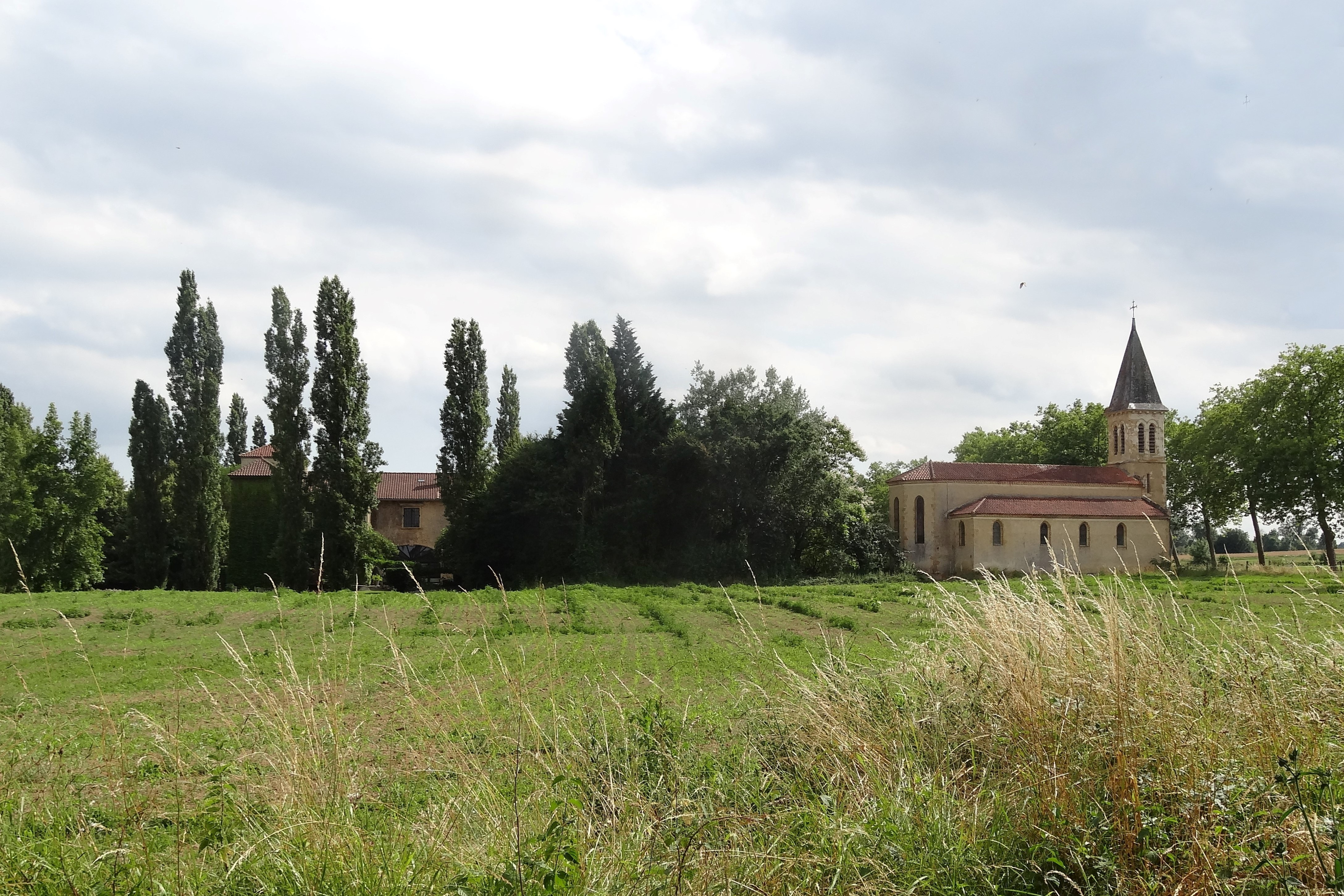
Champ à proximité de l'église et du château.

La commune est dans l'Astarac, une petite région agricole englobant tout le Sud du départementdu Gers, un quart de sa superficie, et correspond au pied de lʼéventail gascon. En 2020, l'orientation technico-économique de l'agriculture  sur la commune est la combinaisons de granivores (porcins, volailles). Huit exploitations agricoles ayant leur siège dans la commune sont dénombrées lors du recensement agricole de 2020 (13 en 1988). La superficie agricole utilisée est de 399 ha,,.

## Culture locale et patrimoine

### Lieux et monuments
- La mairie ;
- L’église Saint-Jean Baptiste de Moncorneil-Derrière, initialement la chapelle du château depuis 1618 et reconstruite au XIXe siècle, elle possède un clocher-porche ;

L'église Saint-Jean Baptiste de Moncorneil-Derrière
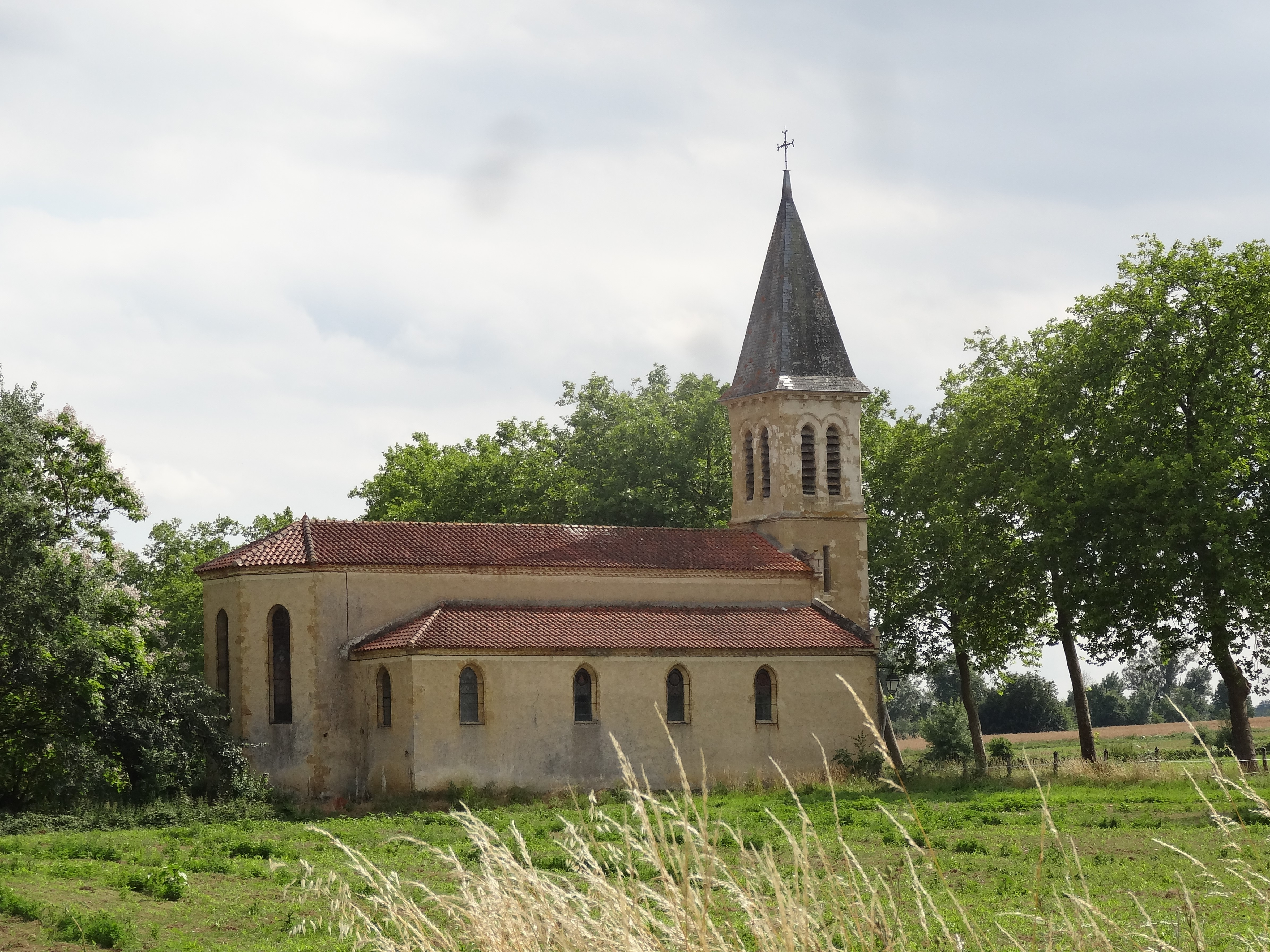
L'édifice vu du nord.
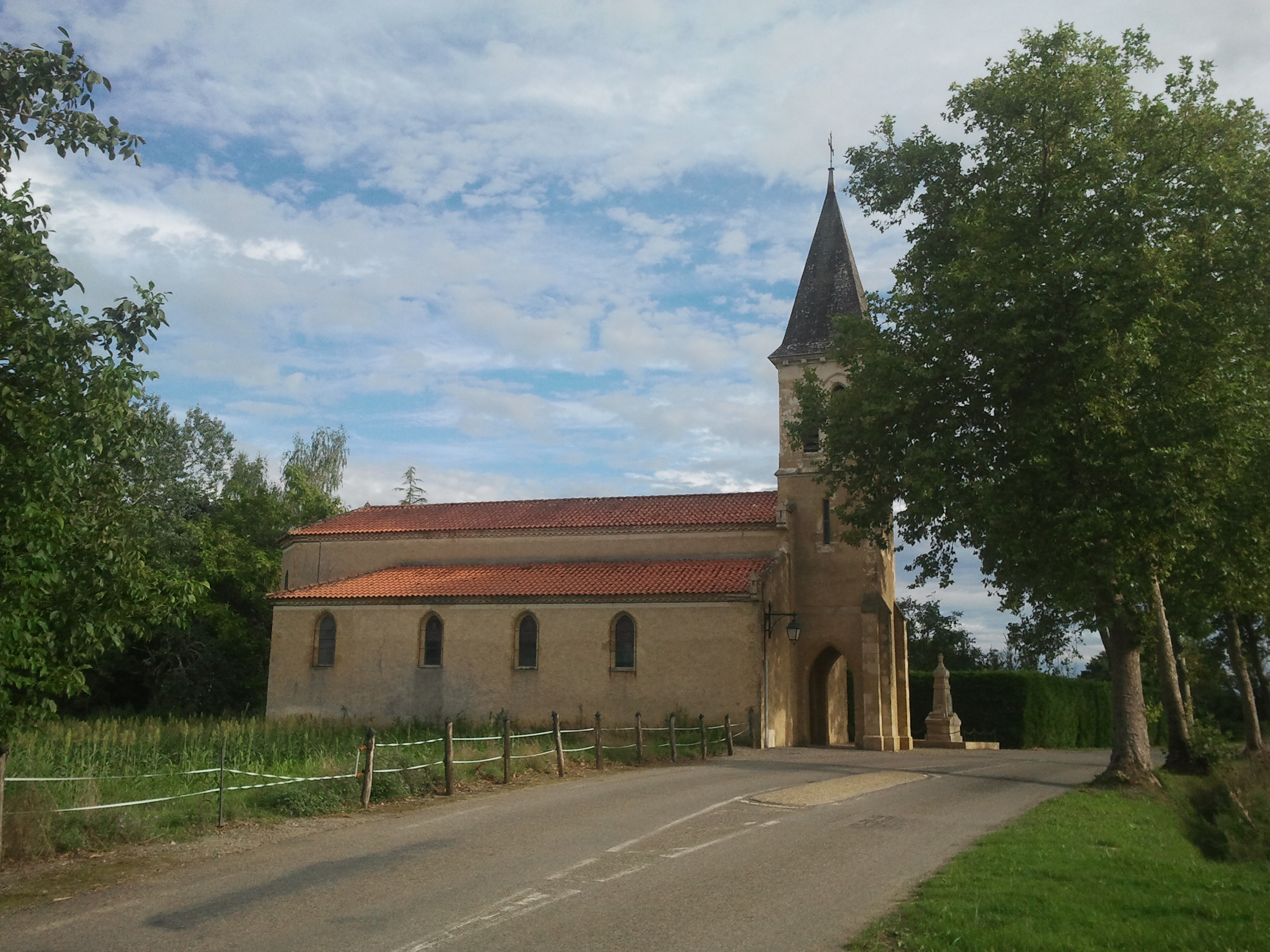
Vue depuis la D40.
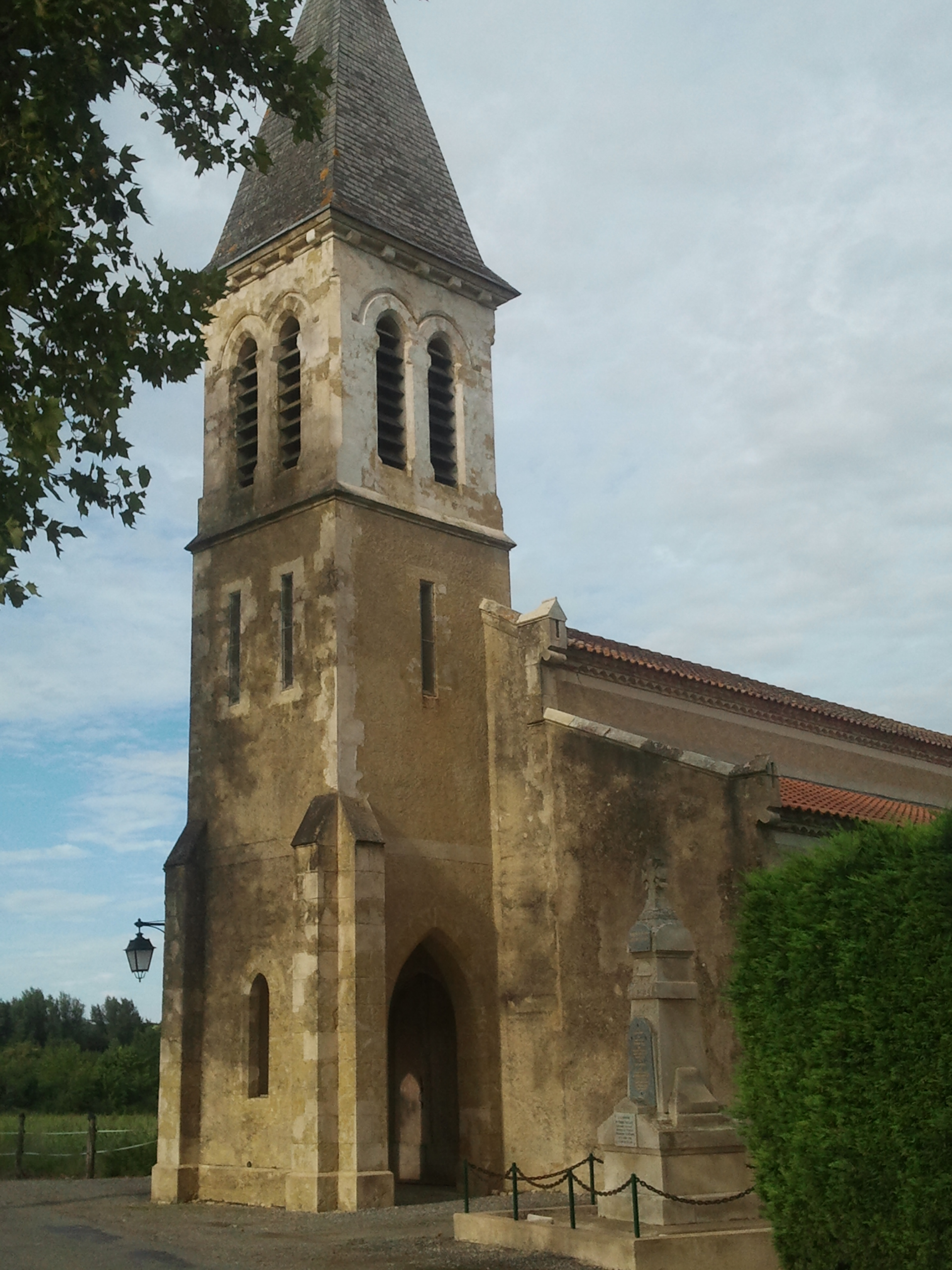
Le clocher.

- Le château de Moncorneil-Derrière, détruit en 1588 puis reconstruit en 1608, vendu le 28 germinal an II comme bien national à Jean Benebent, habitant de Grazan, puis séparé en deux parties en 1839 et appartenant de nos jours à deux familles distinctes. Corps de logis parallélépipédique d'un seul étage et d'un attique, flanqué aux angles sud-ouest et sud-est de tours carrées de deux étages[31] ;

Le château
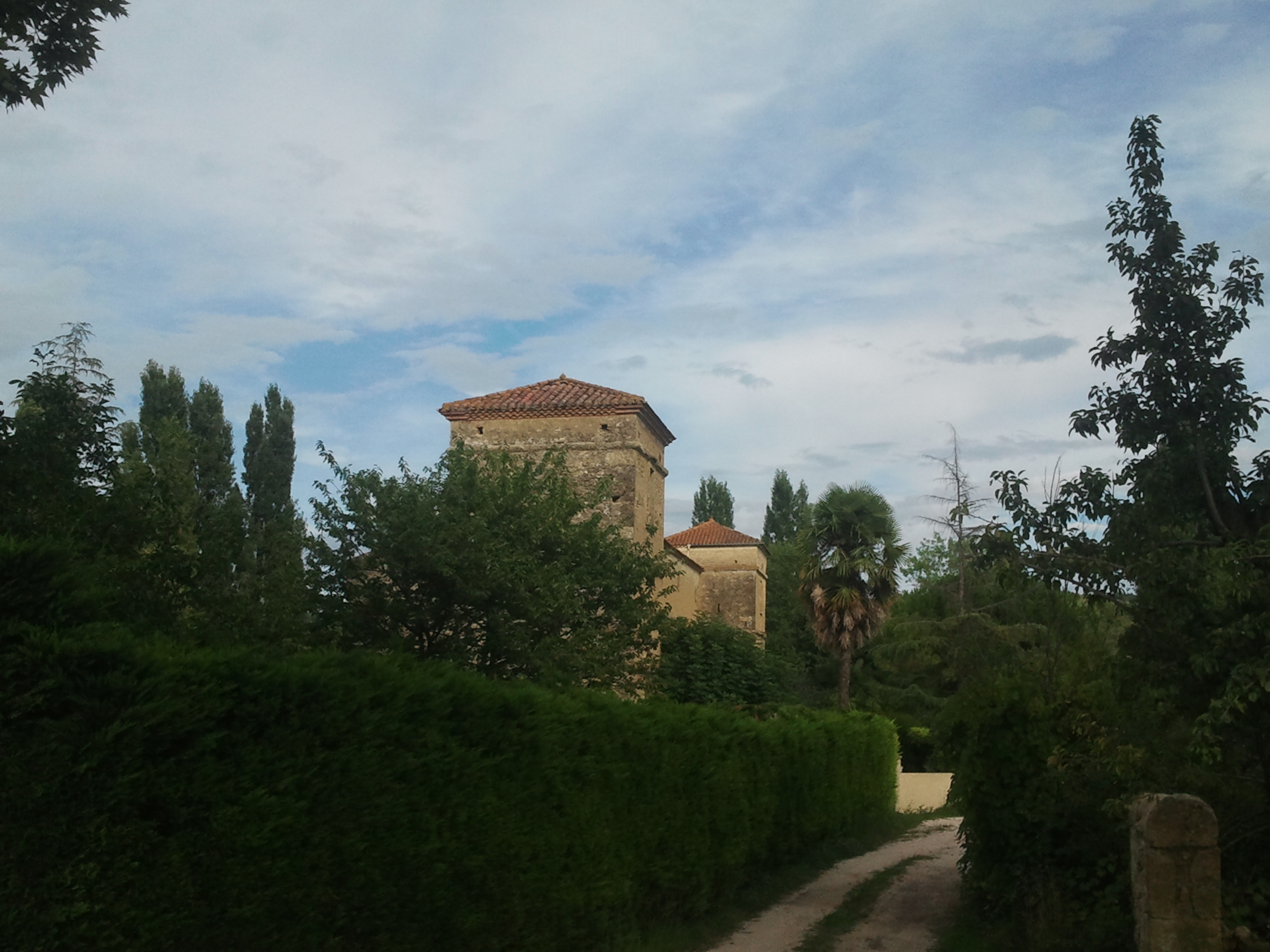
Le bâtiment en 2015...
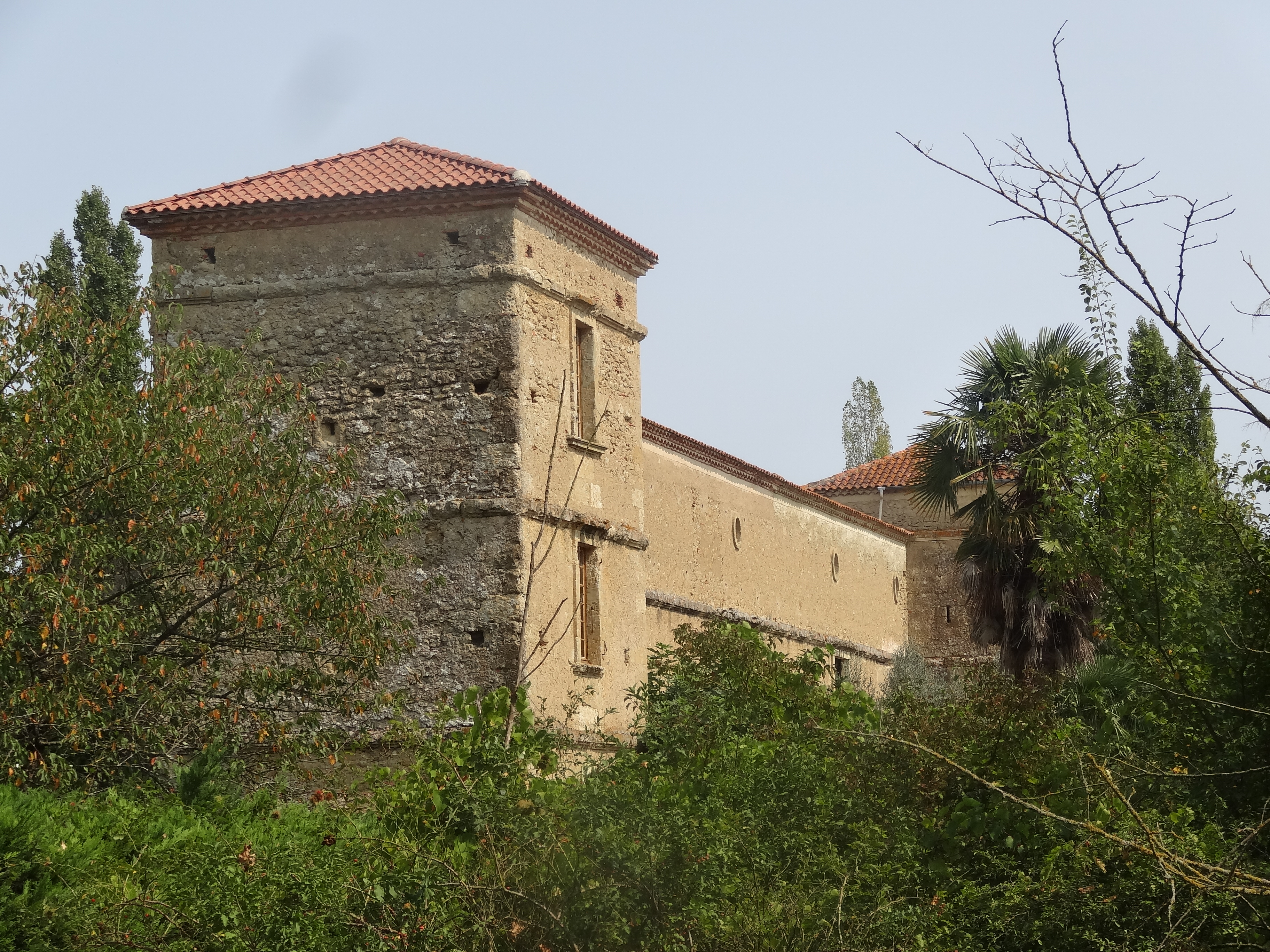
...et en 2017

- Chapelle Saint-Sabin  de Grazan de style roman et son cimetière qui comprend des sarcophages issus d'un ancien sanctuaire. La chapelle célèbre le saint local Saint-Sabin avec une source de dévotion impliquant un pèlerinage le 11 juillet, jour de la Saint-Sabin[27].

La chapelle Saint-Sabin de Grazan
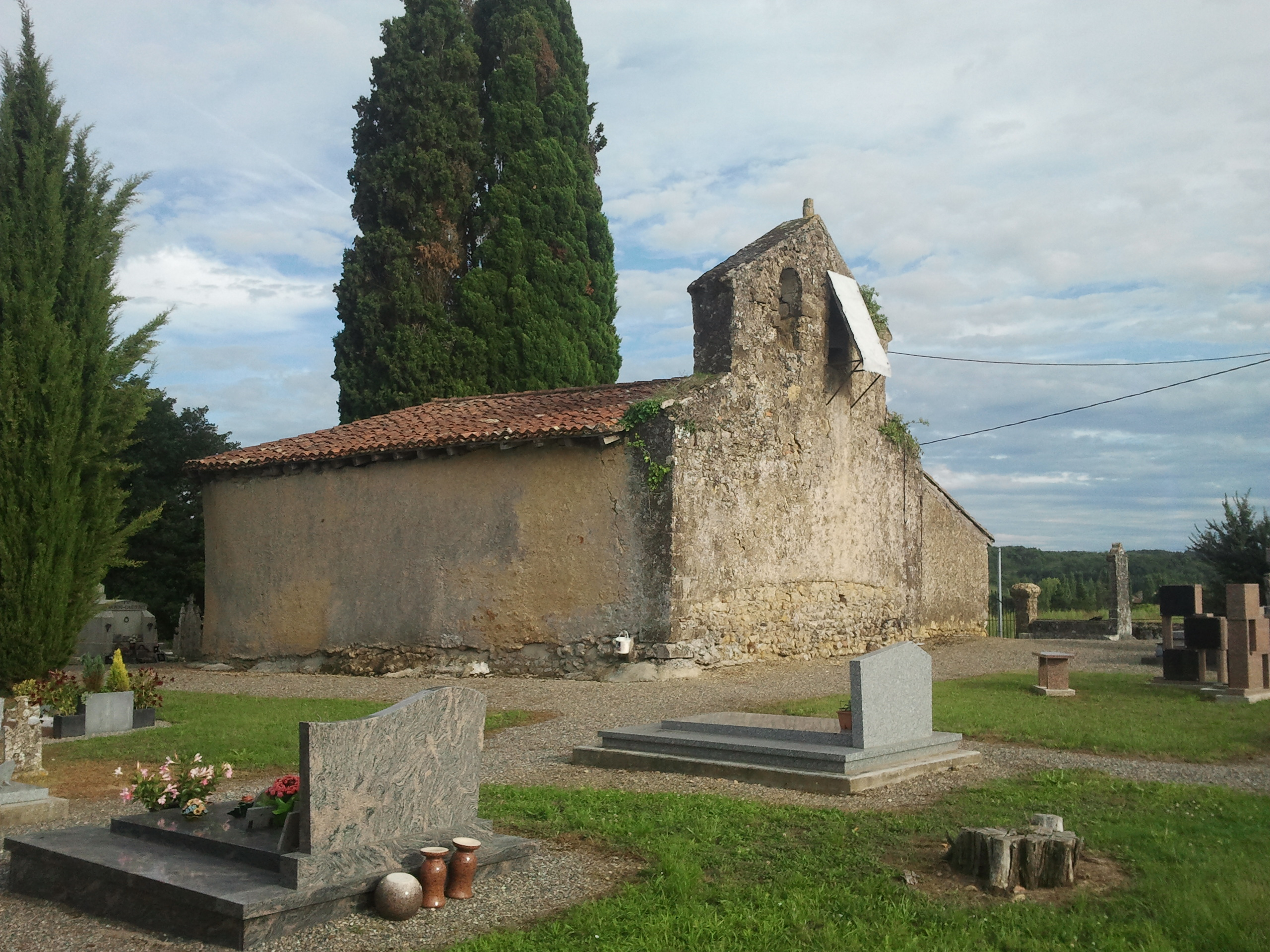
Vue depuis le nord-ouest.
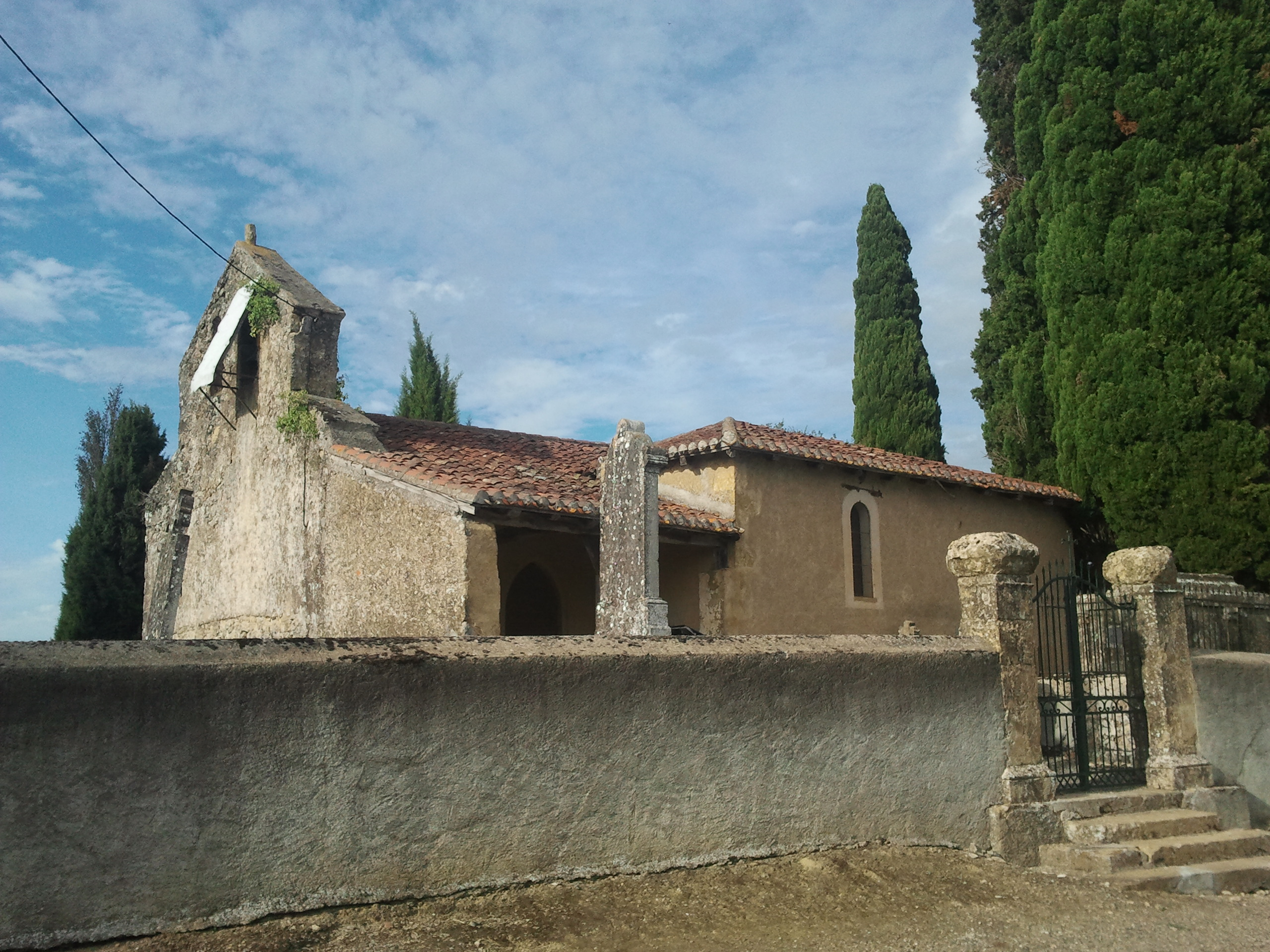
Vue depuis la route.
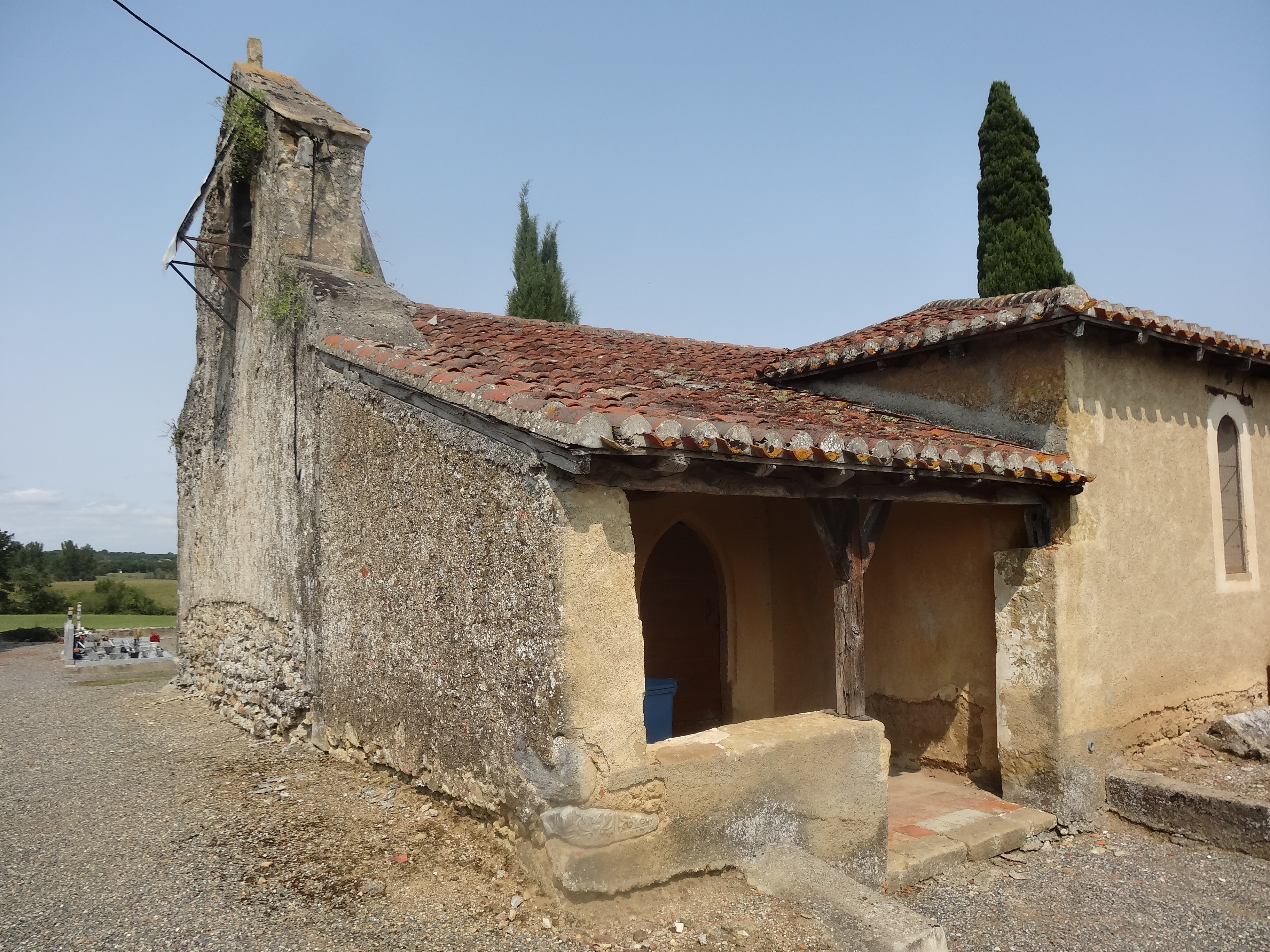
L'emban.
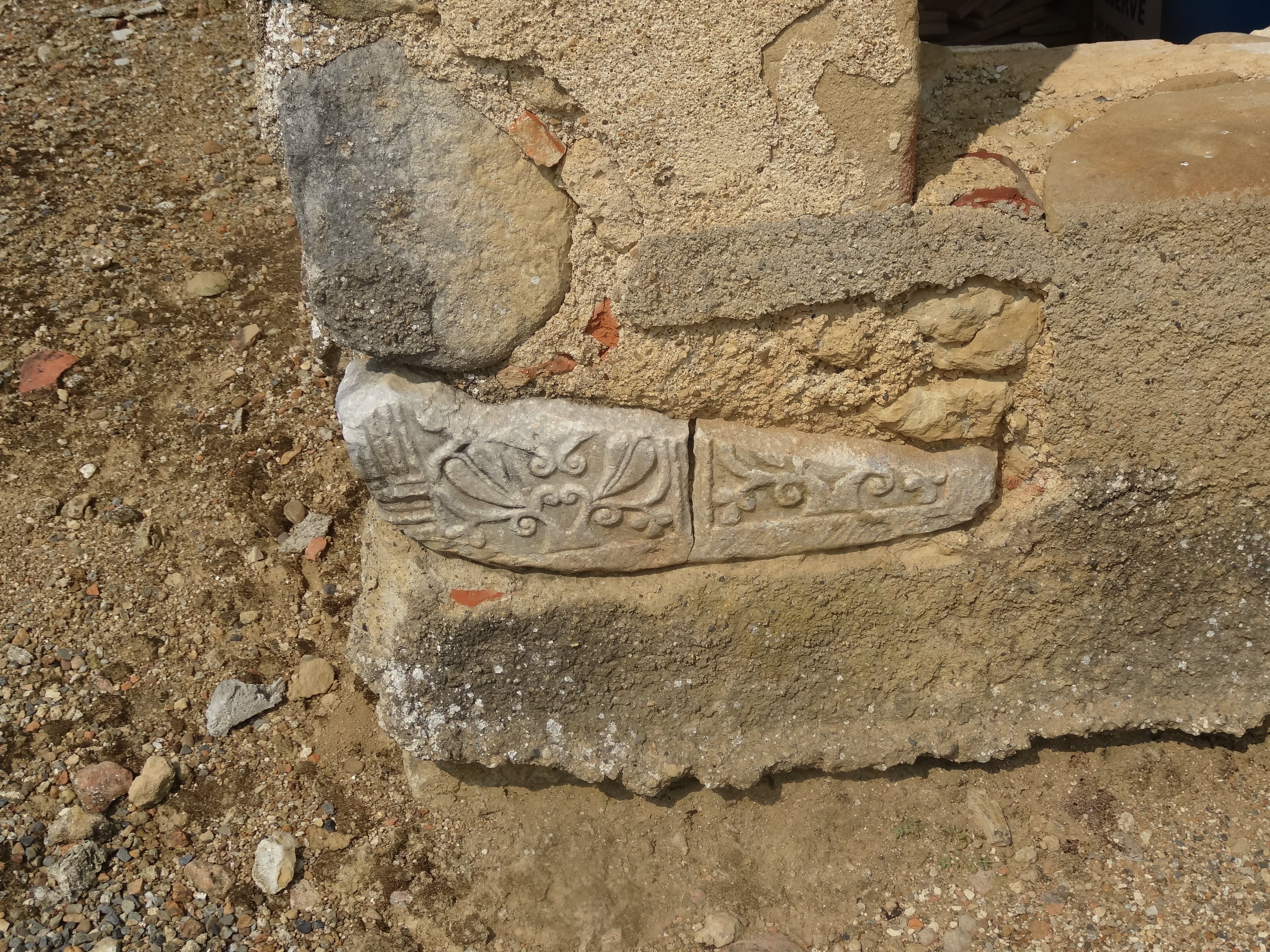
Détail mural.

Autres lieux et monuments
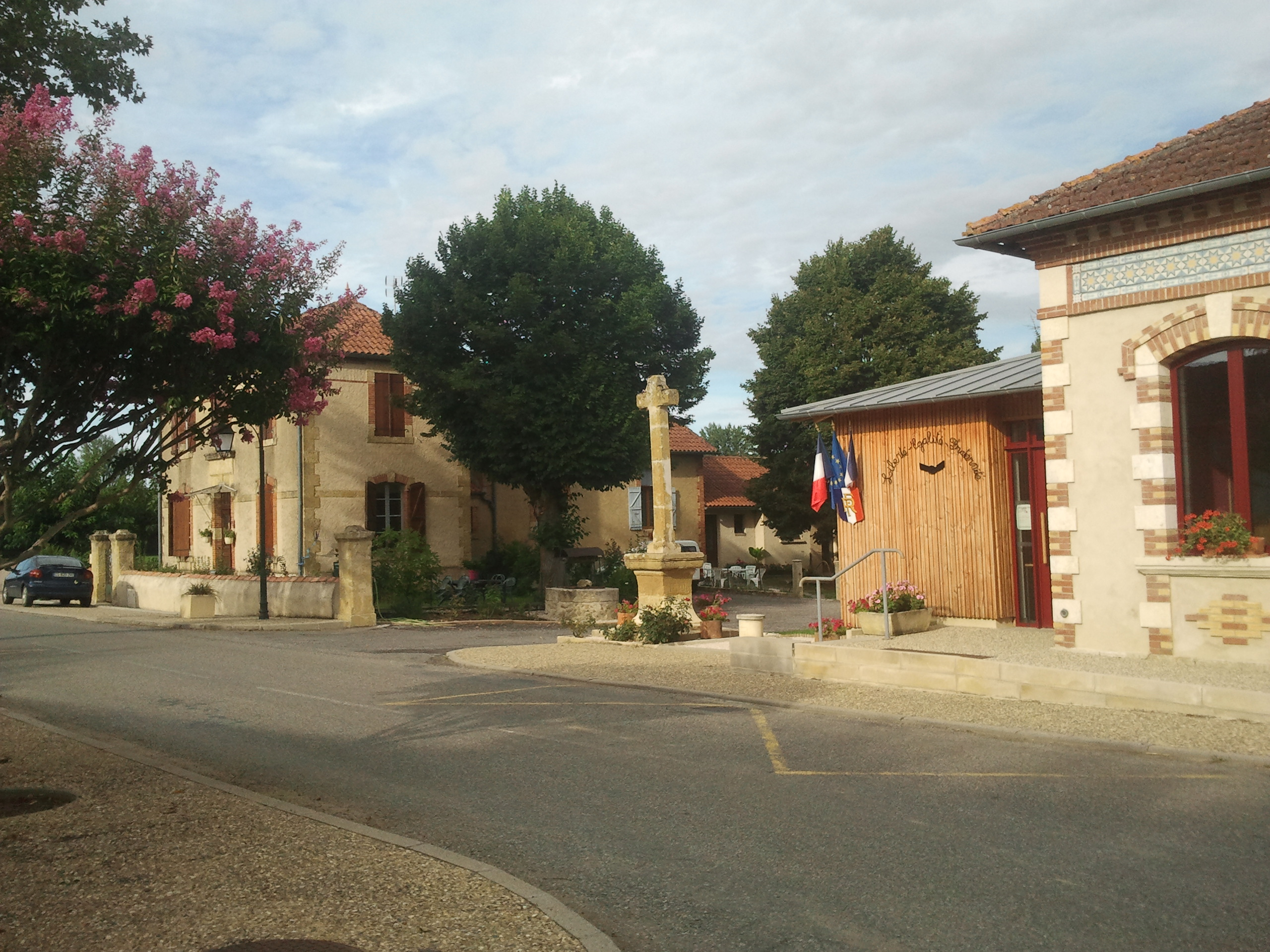
Le centre de Moncorneil.
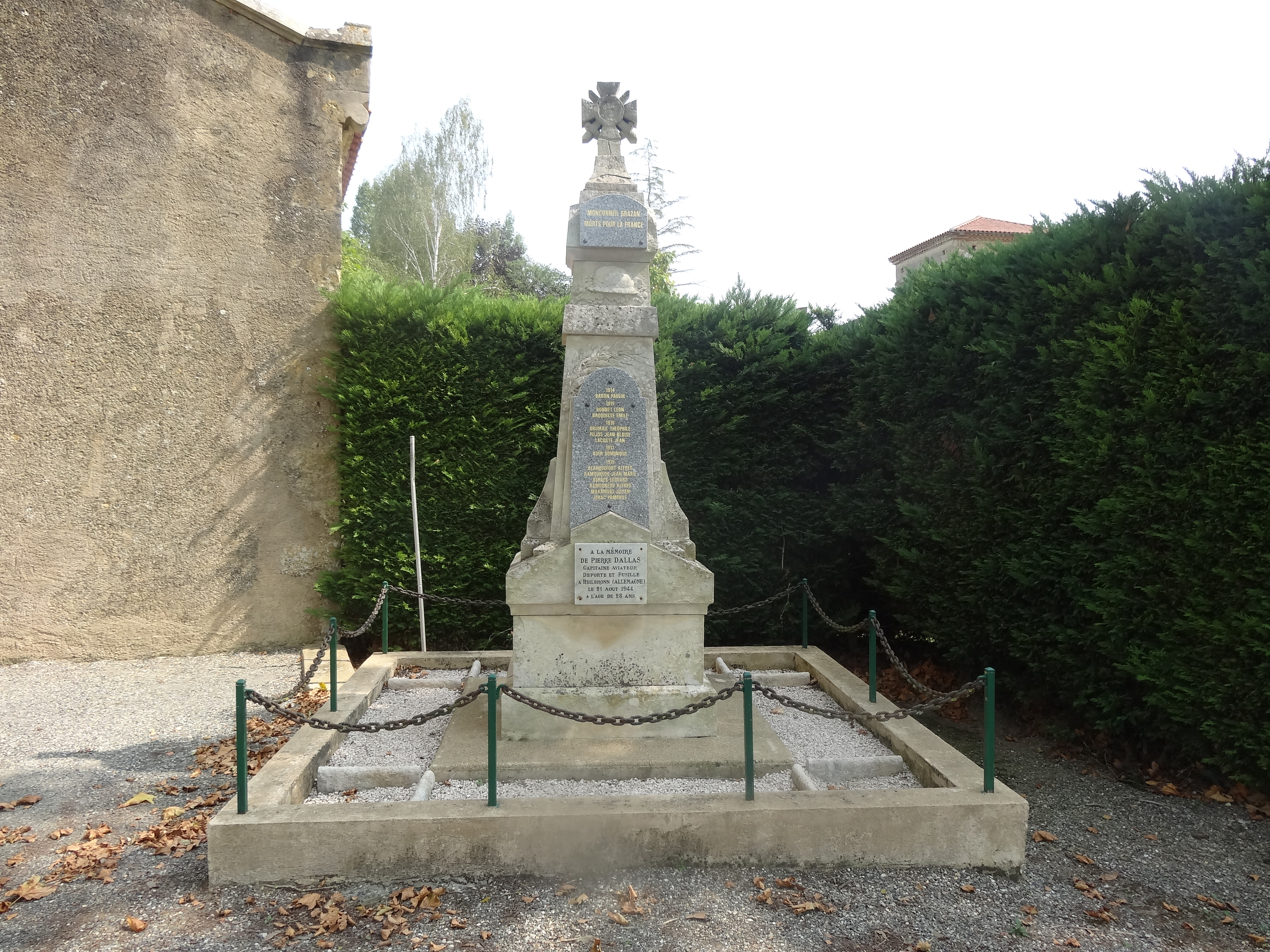
Le monument aux morts en 2017...
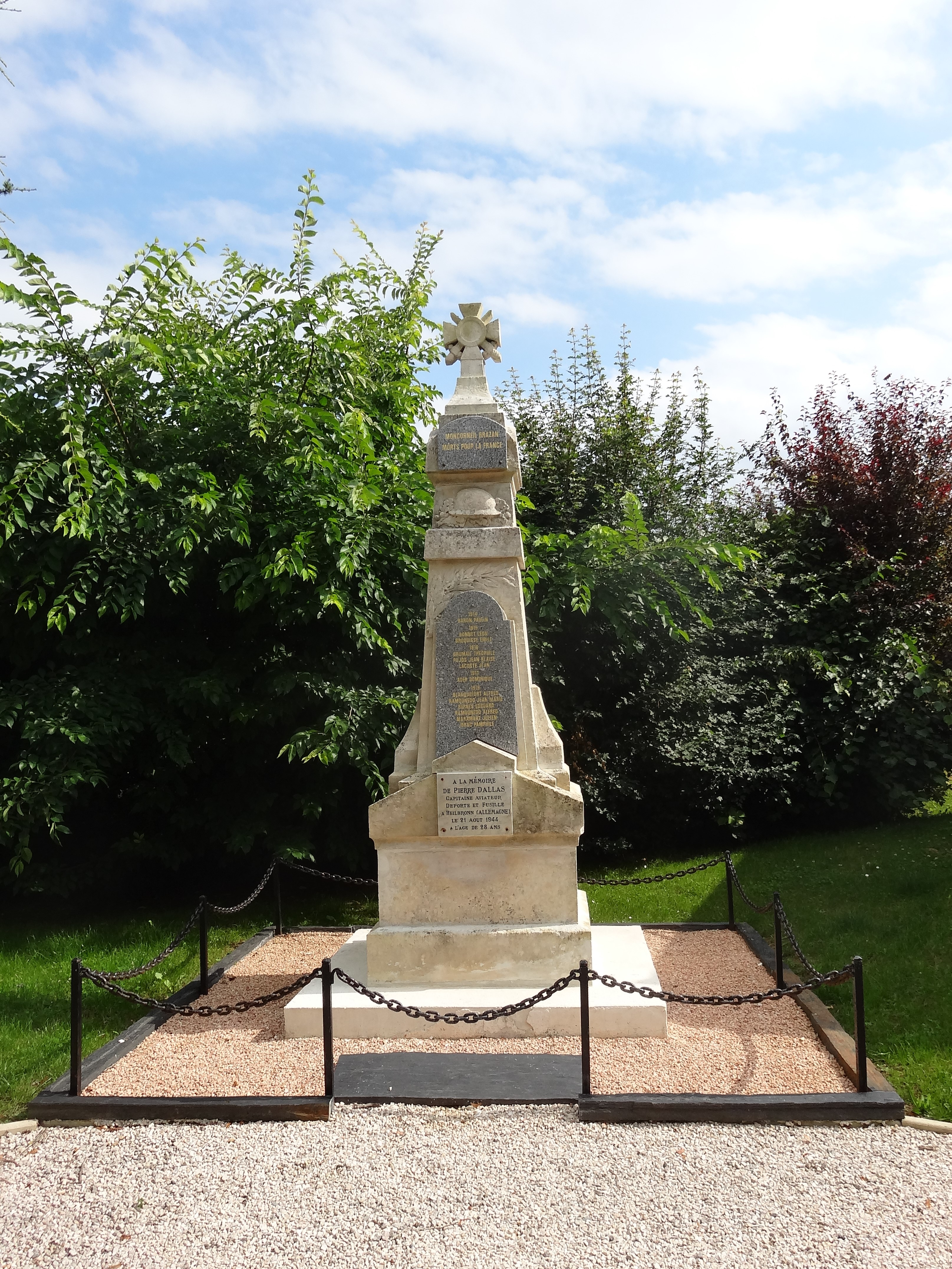
...et en 2020 à son nouvel emplacement
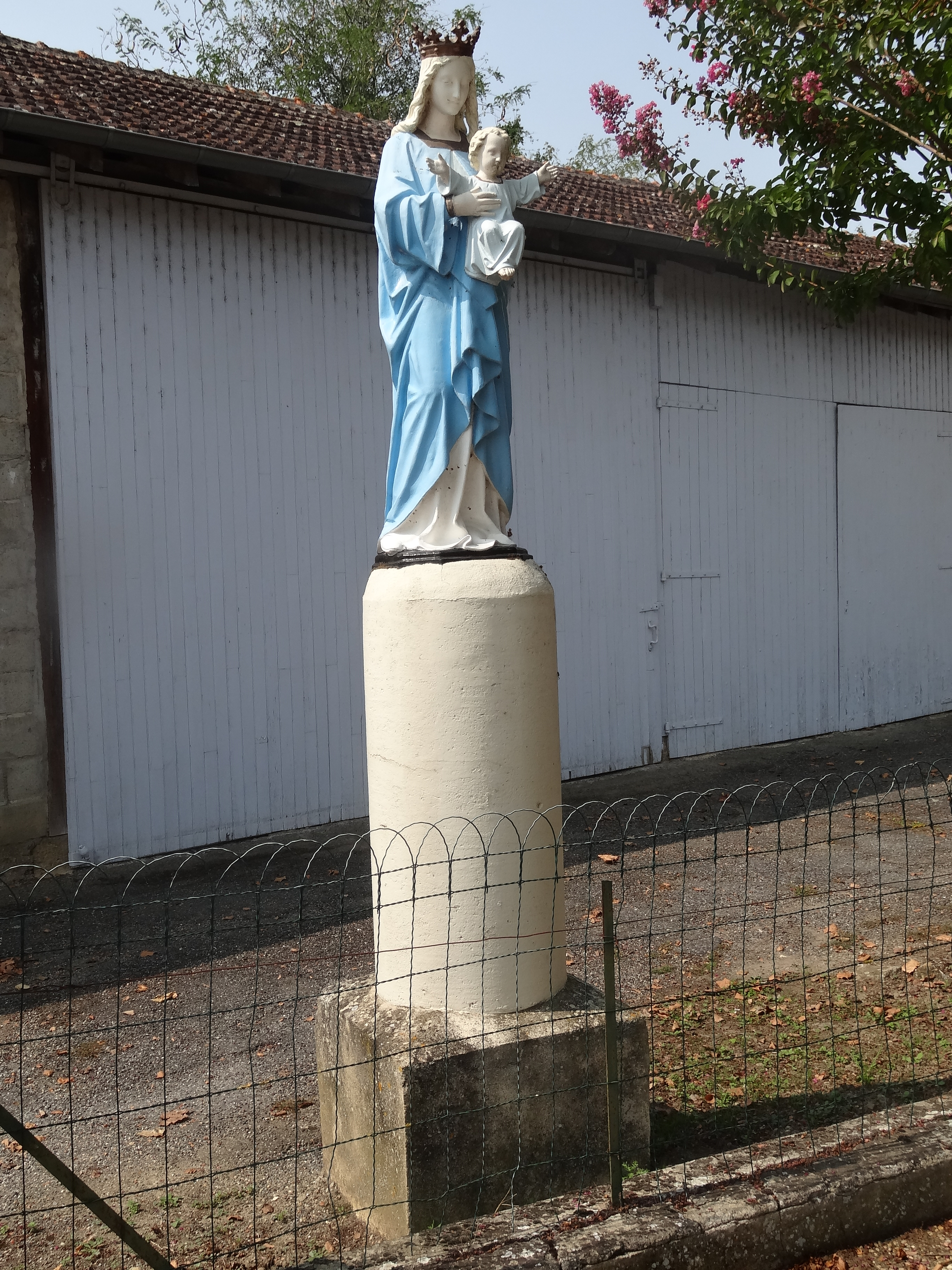
Statue de la Vierge à l'Enfant.
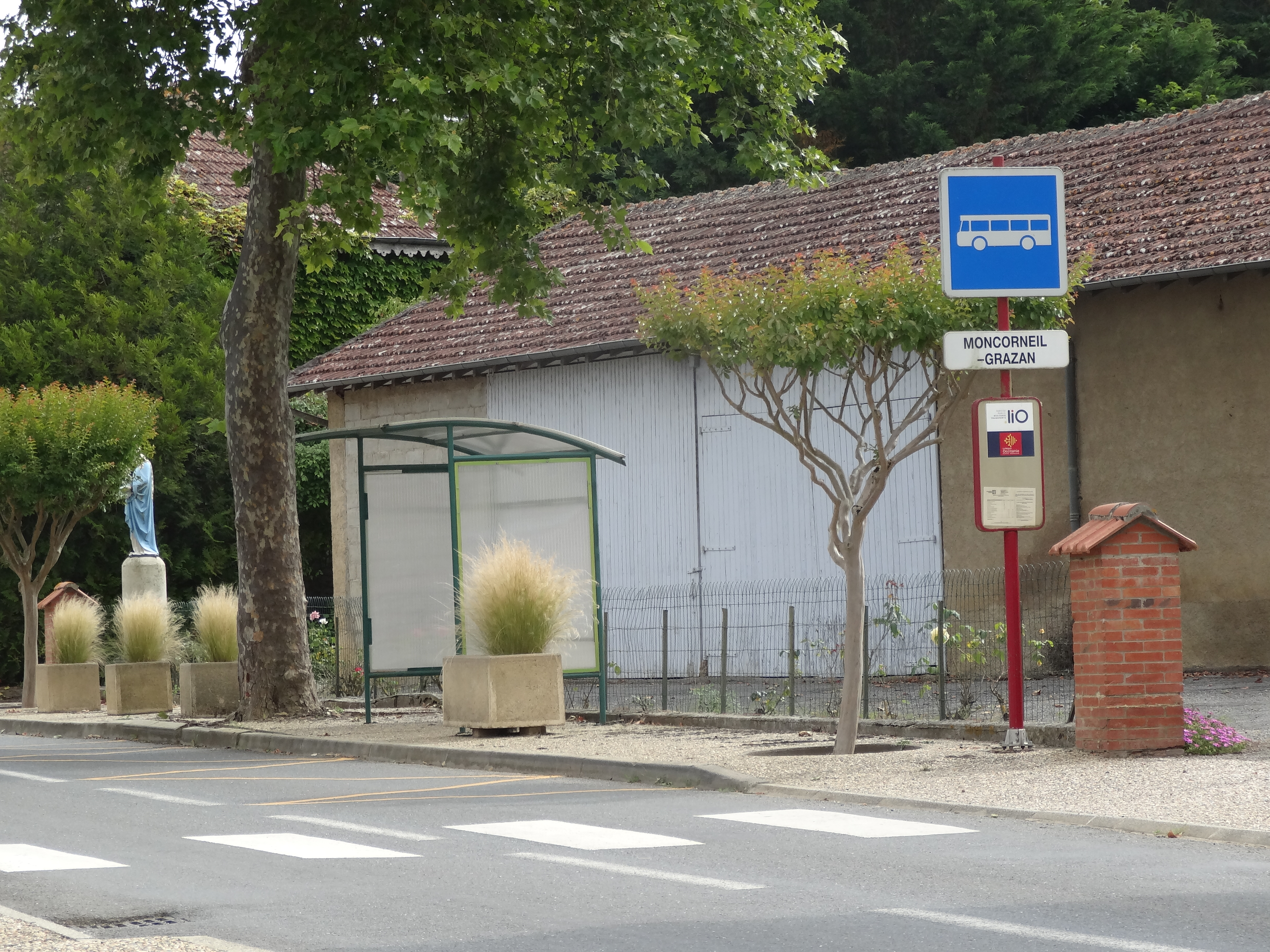
Arrêt de bus.
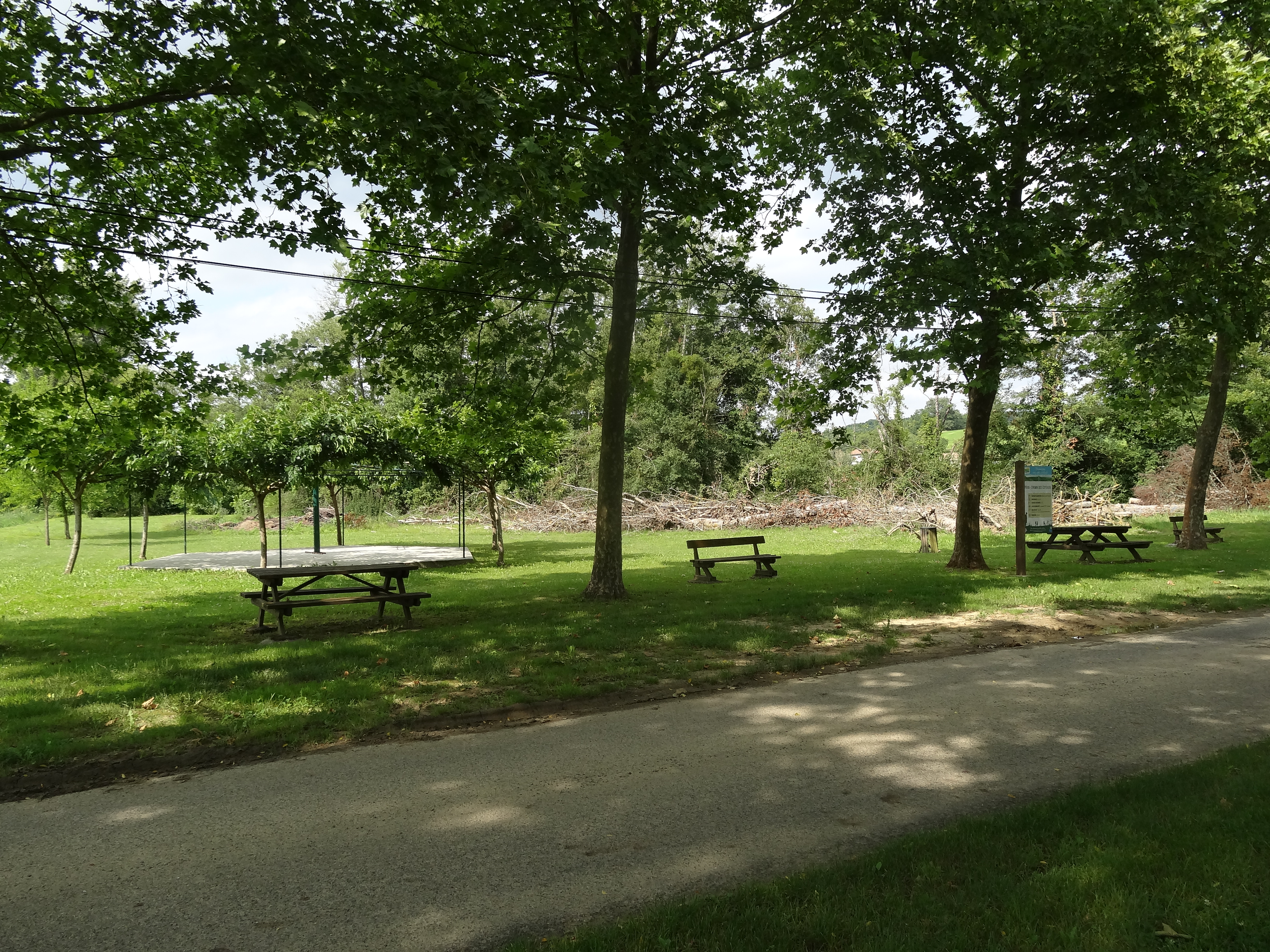
Aire de pique-nique et espace aménagé.